# Südfriedhof (Köln)

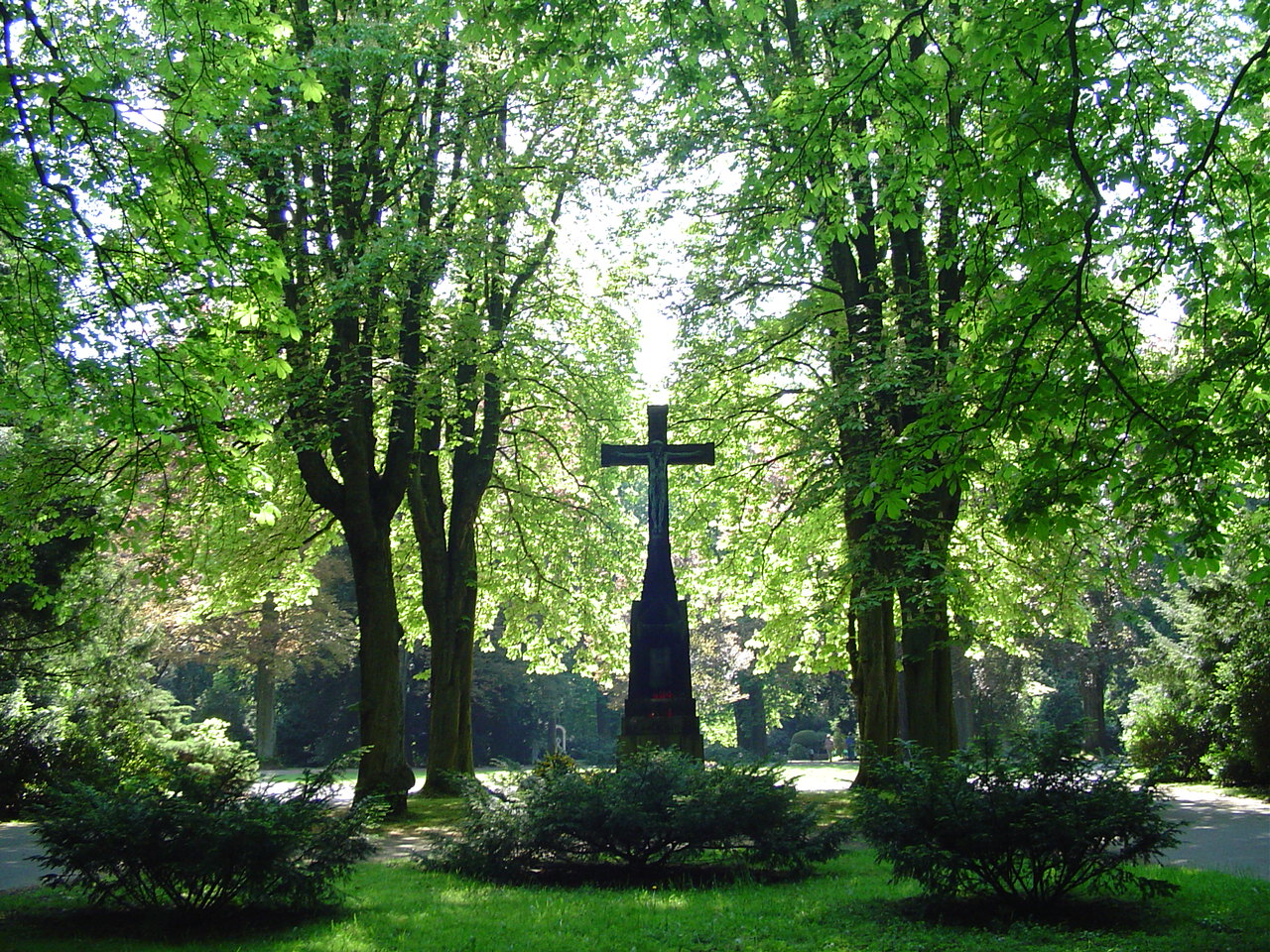
Hauptweg mit Hochkreuz (2006)

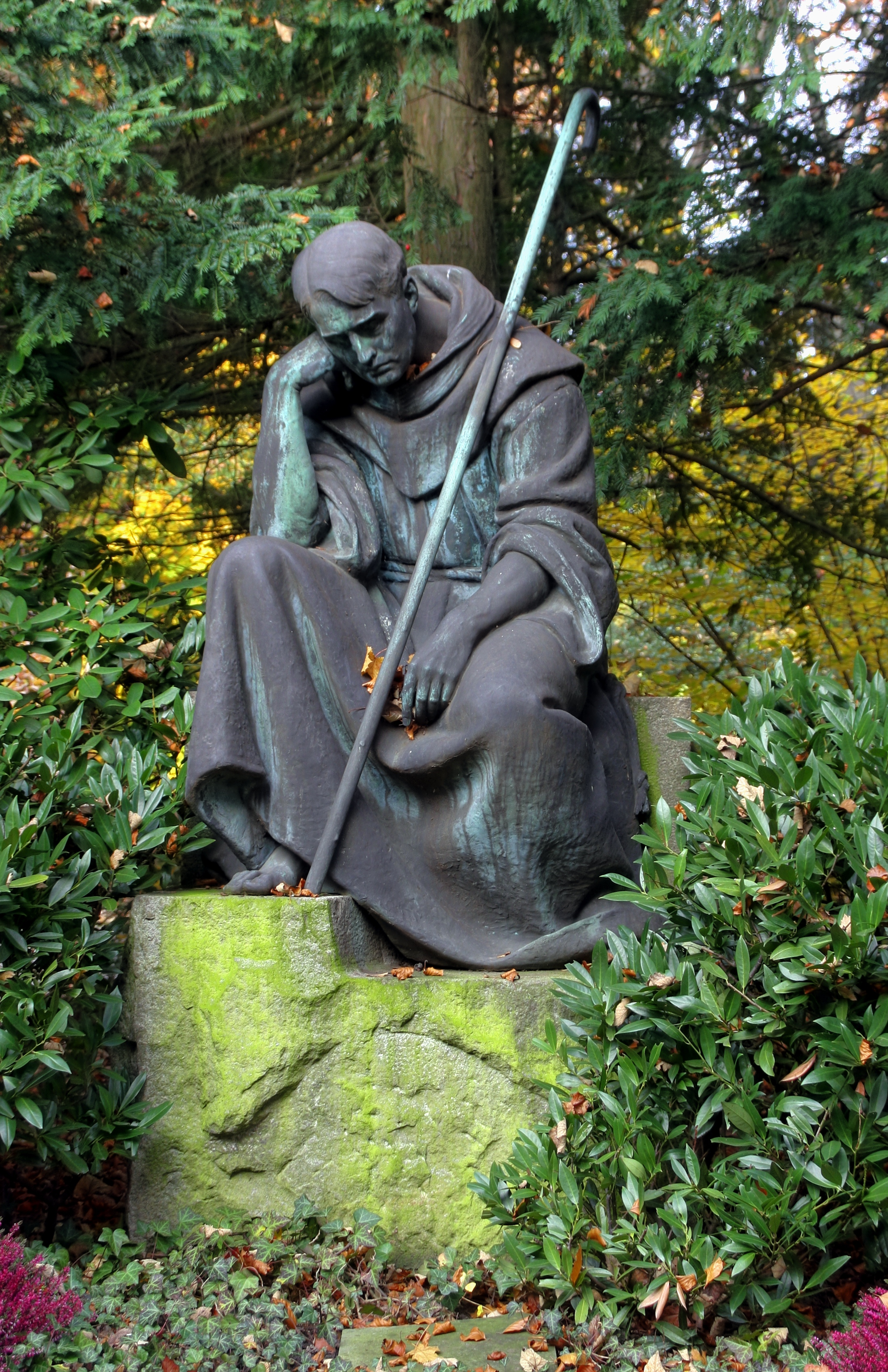
Skulptur auf dem Südfriedhof Köln (2009)

Der Südfriedhof in Köln ist ein städtischer Friedhof im Stadtteil Zollstock, der zum Stadtbezirk Rodenkirchen gehört. Der Friedhof hat eine Gesamtfläche von rund 615.400 Quadratmeter und beherbergt insgesamt etwa 47.400 Gräber, er ist damit gegenwärtig der flächenmäßig größte Friedhof auf dem Kölner Stadtgebiet. Er wurde in den Jahren 1896 bis 1901 nach Entwürfen des Gartenarchitekten Adolf Kowallek angelegt und sollte zusammen mit dem Nordfriedhof den bis dahin als einzigen zentralen nicht-konfessionellen Großfriedhof genutzten Melaten-Friedhof entlasten.
Der Friedhof wurde als Parkanlage mit geschwungenen Wegen angelegt und in den vergangenen Jahrzehnten mehrfach erweitert. Vor allem der älteste Teil der Anlage beherbergt eine Reihe architektonisch wertvoller Grabmäler und auf dem Friedhof finden sich die Gräber zahlreicher promnienter Personen. Zudem befinden sich auf dem Gelände mehrere Kriegsgräberstätten, darunter ein Italienischer Ehrenfriedhof für verstorbene Kriegsgefangene aus dem Ersten Weltkrieg und der Cologne War Cemetery für gefallene britische Soldaten der beiden Weltkriege. Als Teil des südlichen Grüngürtels zählt der Friedhof auch zu den bedeutendsten Grünanlagen der Stadt.

## Lage und Größe

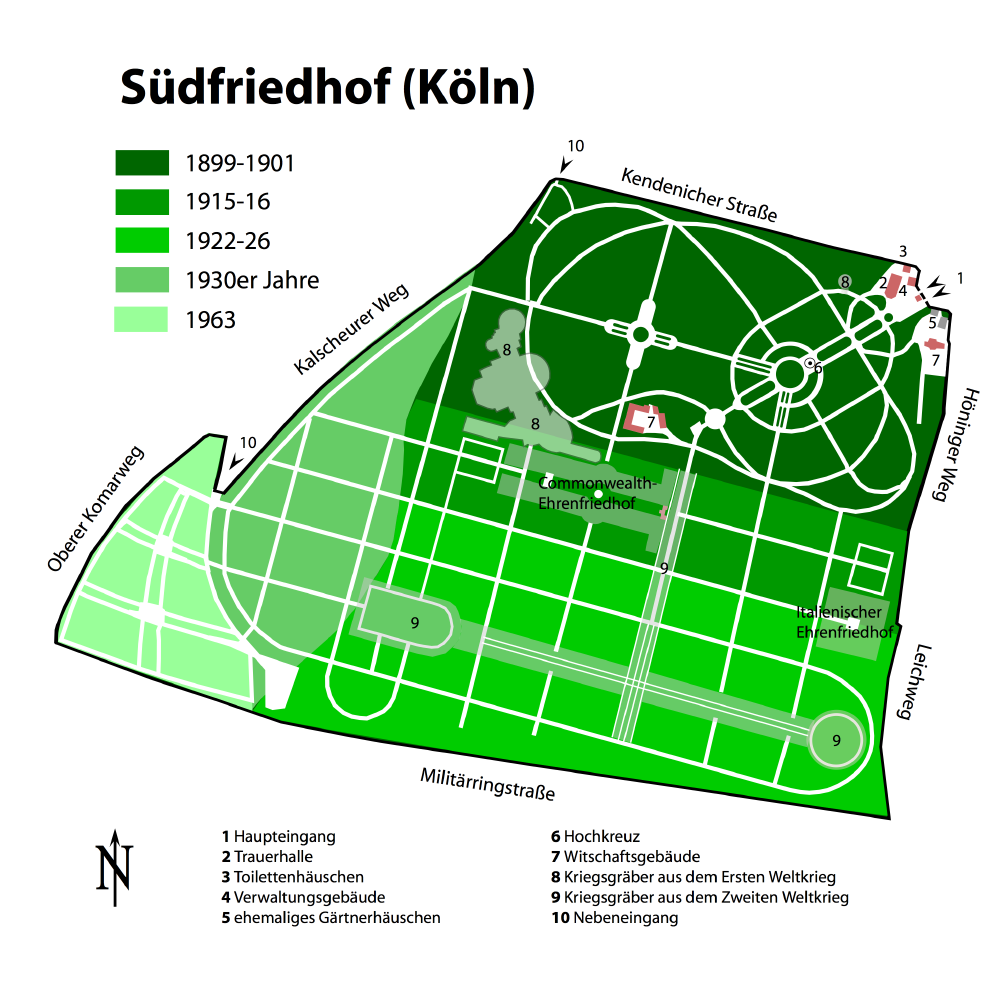
Karte des Südfriedhofs

Mit einer Fläche von etwa 61,5 Hektar bzw. 615.400 Quadratmeter und insgesamt etwa 47.400 Gräbern ist der Südfriedhof der größte Friedhof Kölns. Das annähernd trapezförmige Gelände des Südfriedhofs erstreckt sich von der Kendenicher Straße im Norden bis zur Militärringstraße im Süden sowie vom Kalscheurer Weg und Oberen Komarweg im Westen bis zum Höninger Weg und Leichweg im Osten. Der Haupteingang liegt am Höninger Platz an der nordöstlichen Ecke des Geländes; außer ihm gibt es zwei weitere Eingänge am Oberen Komarweg und an der Kendenicher Straße.
Anbindung an den ÖPNV über die Endstation "Zollstock Südfriedhof " der Stadtbahnlinie 12 von Merkenich über Ebertplatz, Friesenplatz, Rudolfplatz und Barbarossaplatz.
Der Friedhof ist von seiner gärtnerischen Gestaltung her ein reiner Parkfriedhof mit dichtem Baumbestand und befestigten breiten, alleeartigen Wegen. Auch ist der Südfriedhof ein wichtiger Teil des sogenannten Kölner Grüngürtels und liegt dort am Schnittpunkt der Parklandschaft des Äußeren Grüngürtels mit der Grünachse Süd, die den Inneren Grüngürtel vom Volksgarten her über den Vorgebirgspark mit dem Äußeren Grüngürtel verbindet und von dort bis nach Brühl und Bonn weitergeführt wird.

## Geschichte

### Entstehung

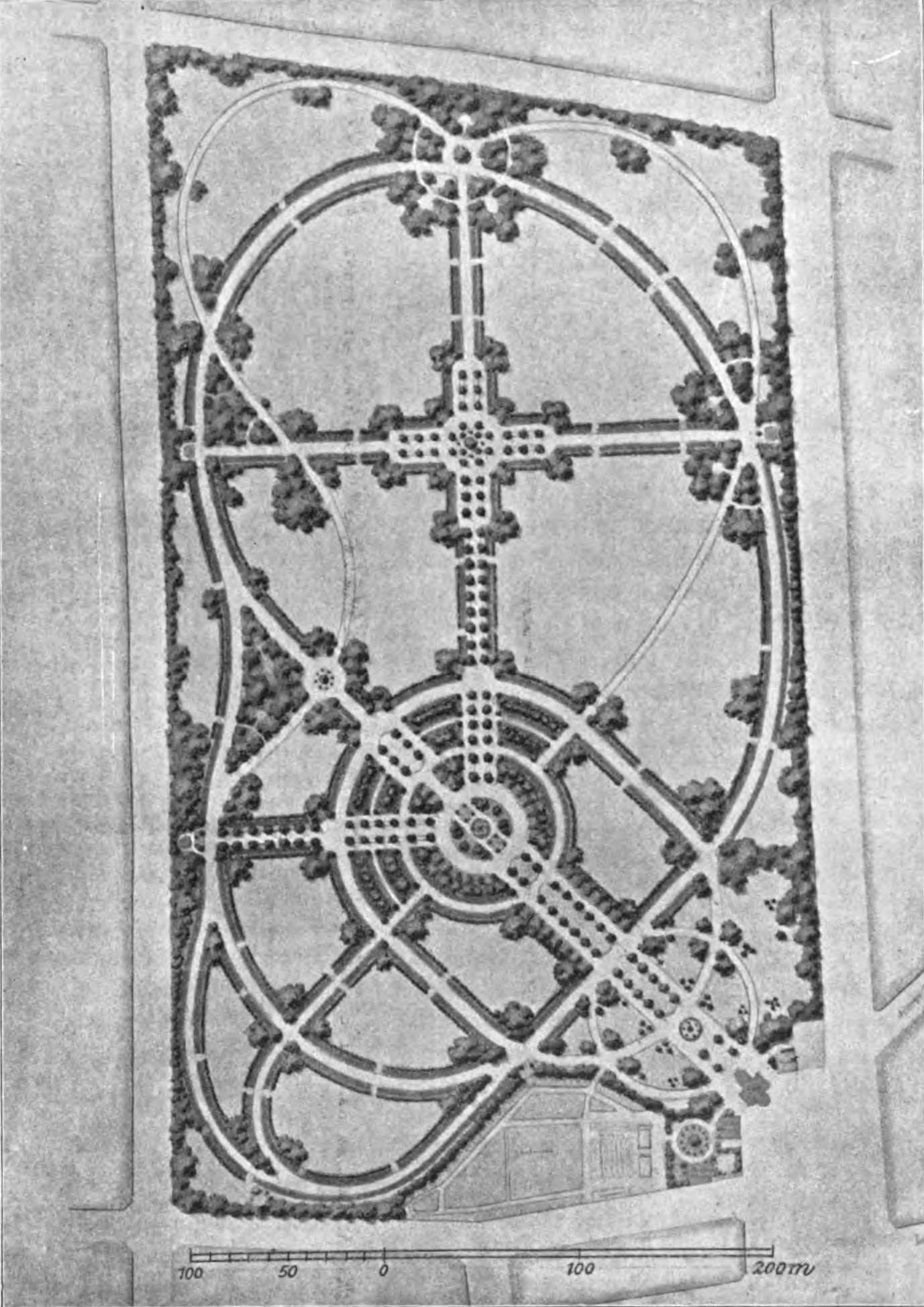
Friedhofsplan von 1899; Die Westseite mit den großen Gräberfelder ist hier oben, der im Nordosten liegende Eingangsbereich unten abgebildet.

Der Südfriedhof wurde in den Jahren 1896 bis 1901 angelegt und am 1. April 1901 für Bestattungen eröffnet. Er war – neben dem fünf Jahre zuvor eingeweihten Kölner Nordfriedhof im Stadtteil Weidenpesch – als zweiter Friedhof zur Entlastung für den zunehmend voll belegten Melaten-Friedhof konzipiert, welcher bis zum Ende des 19. Jahrhunderts der einzige zentrale nicht-konfessionelle Großfriedhof der inzwischen etwa 300.000 Einwohner zählenden Stadt war. Zudem sollten die beiden Kommunalfriedhöfe Deckstein in Lindenthal und Arnoldhöhe in Bayenthal ersetzt werden, die anschließend geschlossen wurden. Der ursprüngliche Teil des Südfriedhofs war ein etwa 20 Hektar großes, von der Kendenicher Straße, dem Höninger Weg (südlich des Höninger Platzes) und dem Kalscheurer Weg umschlossenes trapezförmiges Areal, wobei die beiden letzteren Straßen im Zuge des späteren Ausbaus des Friedhofs teilweise verlegt werden mussten. Die Kosten für die Anlage, die auf 116.000 Mark veranschlagt wurden, wurden durch die Kölner Stadtverordnetenversammlung am 19. Januar 1899 einstimmig bewilligt, sodass die Arbeiten im Jahr 1900 begonnen werden konnten.

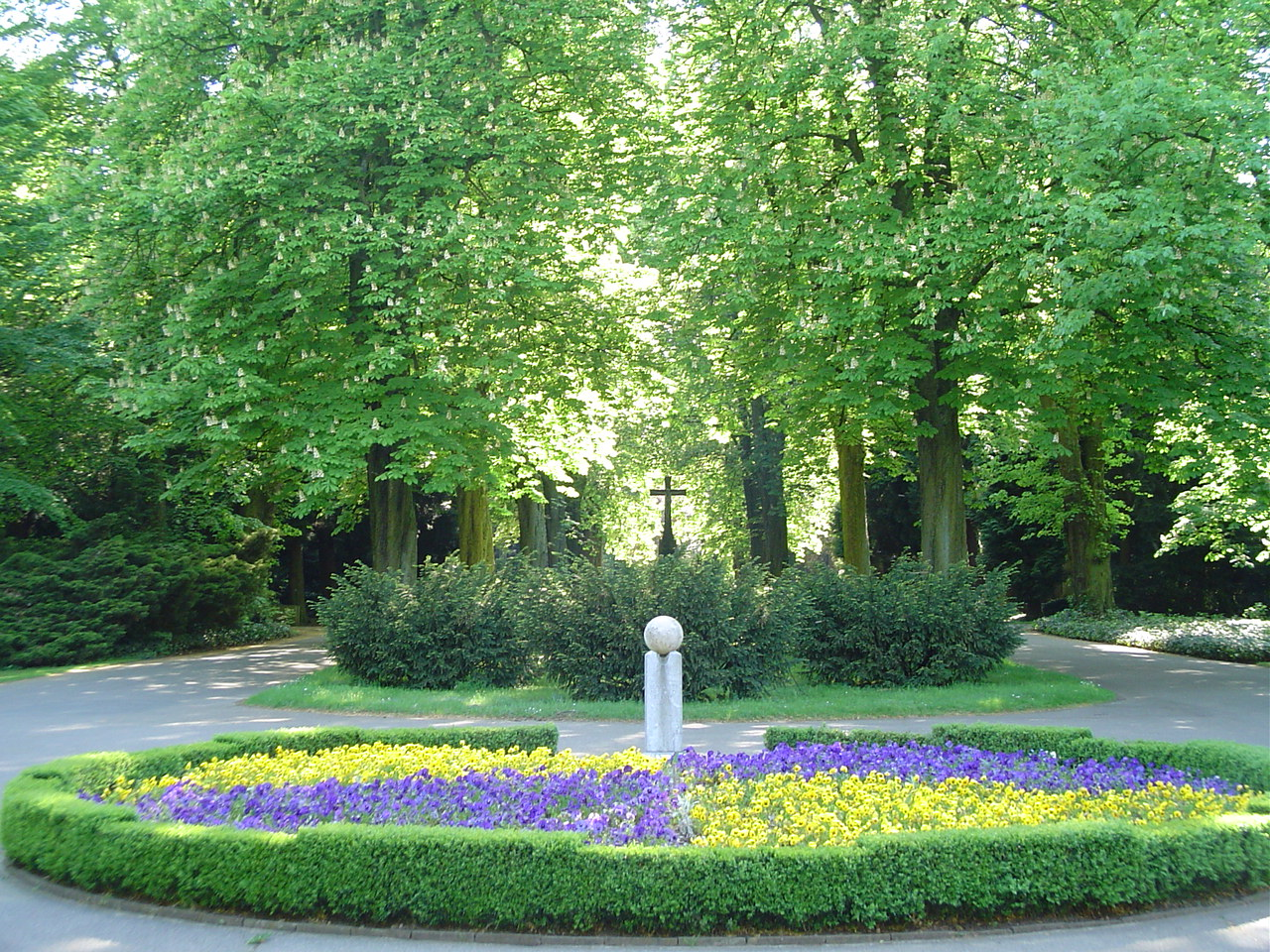
Allee im Haupteingangsbereich (2006)

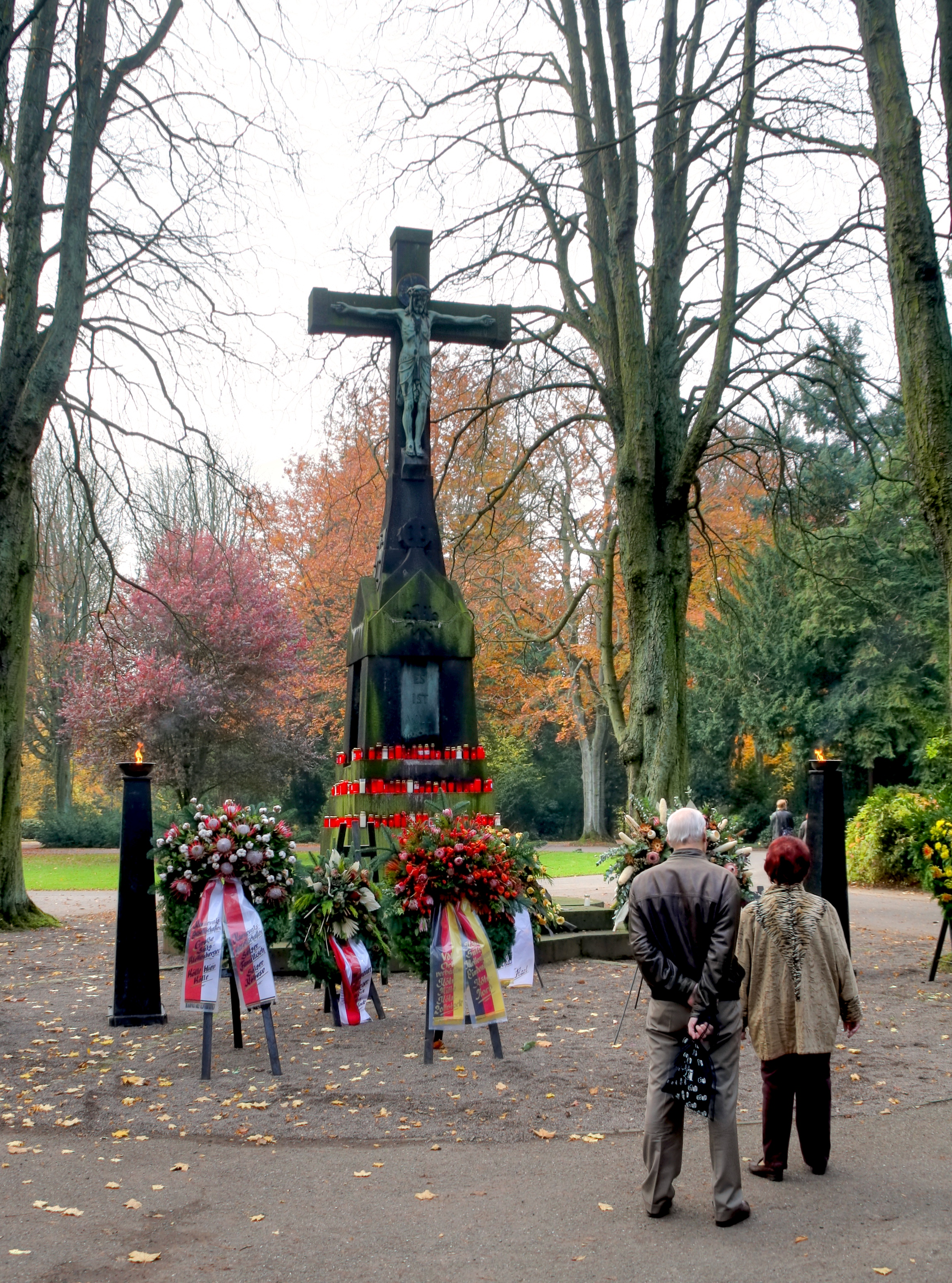
Hochkreuzam Hauptweg mit Schmuck zu Allerheiligen (2009)

Die Anlage des Südfriedhofs erfolgte nach Entwürfen des Gartenarchitekten Adolf Kowallek, der von 1887 bis 1902 Gartenbaudirektor der Stadt Köln war und in dieser Zeit auch an der Konzeption und Entstehung des Nordfriedhofs sowie etlicher weiterer Grünflächen der Stadt beteiligt war. Kowalleks Entwurf sah schon damals eine parkartige Anlage mit zahlreichen Alleen und Rundwegen vor, wobei das Wegenetz im Gegensatz zu jenem des Melaten-Friedhofs nicht schachbrettartig, sondern eher bogenförmig geschwungen sein sollte. Dies erkennt man am Übersichtsplan des Friedhofs bis heute: Im Gegensatz zu den im Zuge späterer Friedhofserweiterungen hinzugekommenen Flächen, die eine gewöhnliche geradlinige Aufteilung aufweisen, fallen im Bereich des Haupteingangs und des Hochkreuzes bogenförmige Hauptwege sowie rings um das Hochkreuz herum streng kreisförmige Rundwege auf, die durch radiale gerade Wege gekreuzt werden. Vom Eingang zum Hochkreuz selbst führt der baumbestandene Hauptweg als achsensymmetrischer und geradliniger Parallelweg, von diesem führen nach Westen und Süden die geraden Radialwege ab. Vor allem der westliche Bereich der Ursprüngsanlage ist durch die großen Grabflächen der heutigen Fluren 26, 27, 32 und 33 geprägt, die kreuzförmig durch zwei Wege voneinander getrennt werden.
Kowallek selbst schrieb 1899 während der Planung des Friedhofs, dass er gern weitere Anregungen für eine ausladende Parkanlage aufgegriffen hätte, die für den Südfriedhof aufgrund der begrenzten Fläche und den Vorgaben durch die gültige Begäbnisordnung jedoch nicht umsetzen könne. Letztere sah vor, dass die „Kaufgräber, welche auf 30 und 50 Jahre verkauft werden, an den Hauptwegen liegen müssen, während die Freigräber (Reihengräber), welche nur einen Turnus von 15 Jahren haben, im Innern der Gräberflächen zu liegen kommen.“ Auch durfte „der Prozentsatz der Gräberflächen, welcher bei dem Schachbrettsystem des alten Metlaten-Friedhofes ca. 40 % der Gesamtfläche beträgt“, nicht wesentlich reduziert werden. Kowallek sei es auf dem Süd- wie auch auf dem Nordfriedhof gelungen, trotz parkähnlicher Anlagen „einen Prozentsatz auf 38,6 % für die Gräberflächen zu erreichen.“
Die besonders wertvollen Familiengräber, die nach damaligem Plan auf 50 Jahre verkauft werden sollten, wurden von Kowallek so angeordnet, dass sie sich an „hervorragenden Plätzen“ befanden und jeweils von den benachbarten Grabanlagen durch einen etwa vier Meter breiten Pflanzungsgürtel getrennt wurden. Er orientierte sich zudem am Friedhof Ohlsdorf in Hamburg und legte auch Familiengräber „inmitten der Pflanzungen“ an. Die für 30 Jahre Nutzungszeit ausgerichteten Kaufgräber reihten sich entlang der Hauptwege und wurde gegenüber den Reihengräbern, die auf die Wiesenflächen kommen sollten, durch eine etwa fünf Meter starke Bepflanzung auf Bäumen und Blütensträuchern gedeckt. Die Reihengräber selbst sollten als ausplanierte und kaum nennenswert erhobene Blumenbeete ohne Grabhügel angelegt werden.
Darüber hinaus wurden bei der Anlage des Friedhofs zahlreiche Bäume und Sträucher sowohl mitteleuropäischer als auch exotischer Herkunft angepflanzt, die teilweise bis heute erhalten geblieben sind. Der bereits kurz nach seiner Pensionierung 1902 verstorbene Kowallek wurde auch auf dem Südfriedhof beigesetzt; sein Grab befindet sich in der Nähe des Eingangsbereichs im Gräberfeld 2.

### Erweiterungen
Die Erweiterung des Friedhofs erfolgte in mehreren Schritten. Von 1914 bis 1918 wurde er zuerst um 7 Hektar vergrößert, danach 1923 bis 1926 um weitere 24 Hektar 1930 kamen weitere 14 Hektar hinzu und die letzte Vergrößerung um 5 Hektar erfolgte 1963. Die Friedhofserweiterungen wurden, anders als die Uranlage, mit weitgehend geradlinigen Wegesystemen und schachbrettartigen Grabflächen angelegt, um eine möglichst enge Belegung zu ermöglichen.
Bei der Erstanlage des Südfriedhofs existierten zunächst keine Pläne für eine mögliche Vergrößerung. Vielmehr plante die Stadt Köln ursprünglich, unweit des Stadtzentrums einen neuen Kölner „Zentralfriedhof“ anzulegen, dessen Fläche für eine etwa hundertjährige Nutzungszeit ausreichen sollte. Dieser Großfriedhof sollte sowohl den Süd- als auch den Nordfriedhof ersetzen, deren Kapazität bei der ursprünglichen Größe nur für rund 20 Jahre Nutzungsdauer gereicht hätte. Diese Überlegungen mussten jedoch letztlich verworfen werden, da kein geeignetes Grundstück für einen solchen Zentralfriedhof gefunden werden konnte, ohne der Militärverwaltung wieder einmal in die Quere zu kommen. Stattdessen beschloss man, die bereits angelegten Großfriedhöfe – also den Süd- und den Nordfriedhof – zu erweitern sowie zu deren Entlastung zusätzlich einen weiteren Großfriedhof mit Erweiterungspotenzial anzulegen, was mit der Eröffnung des Kölner Westfriedhofs im Jahre 1917 auch umgesetzt wurde.
Die erste aus Platzgründen fällige Erweiterung des Südfriedhofs erfolgte zwischen 1915 und 1916. Zu diesem Zweck kaufte die Stadt ein zuvor landwirtschaftlich genutztes Gelände unmittelbar südlich des ursprünglichen Friedhofsbereichs. Dies entsprach einer Erweiterung um etwa sieben Hektar. Ähnlich wie bei der ungefähr zeitgleich durchgeführten Anlage des Westfriedhofs wurden bei den Arbeiten zur ersten Erweiterung des Südfriedhofs unter anderem Kriegsgefangene aus dem Ersten Weltkrieg eingesetzt. Bei der Konzeption des Erweiterungsgeländes gab es Forderungen, von der ursprünglichen gärtnerischen Gestaltung abzuweichen, da diese zu unübersichtlich sei. Daher verzichtete man schließlich bei der Erweiterung auf das aufwändige Rundwegenetz und ging zu einer geradlinigen Aufteilung über. Der landschaftliche Charakter des Friedhofs sollte jedoch auch bei der Erweiterung beibehalten werden. Hierzu wurden in den hinzugekommenen Flächen vermehrt Pappeln angepflanzt, da diese aufgrund ihres schnellen Wachstums rasch das Höhenniveau der Bäume im alten Teil erreichen und somit ein einheitliches Gesamtbild der Friedhofsbepflanzung ermöglichen sollten.

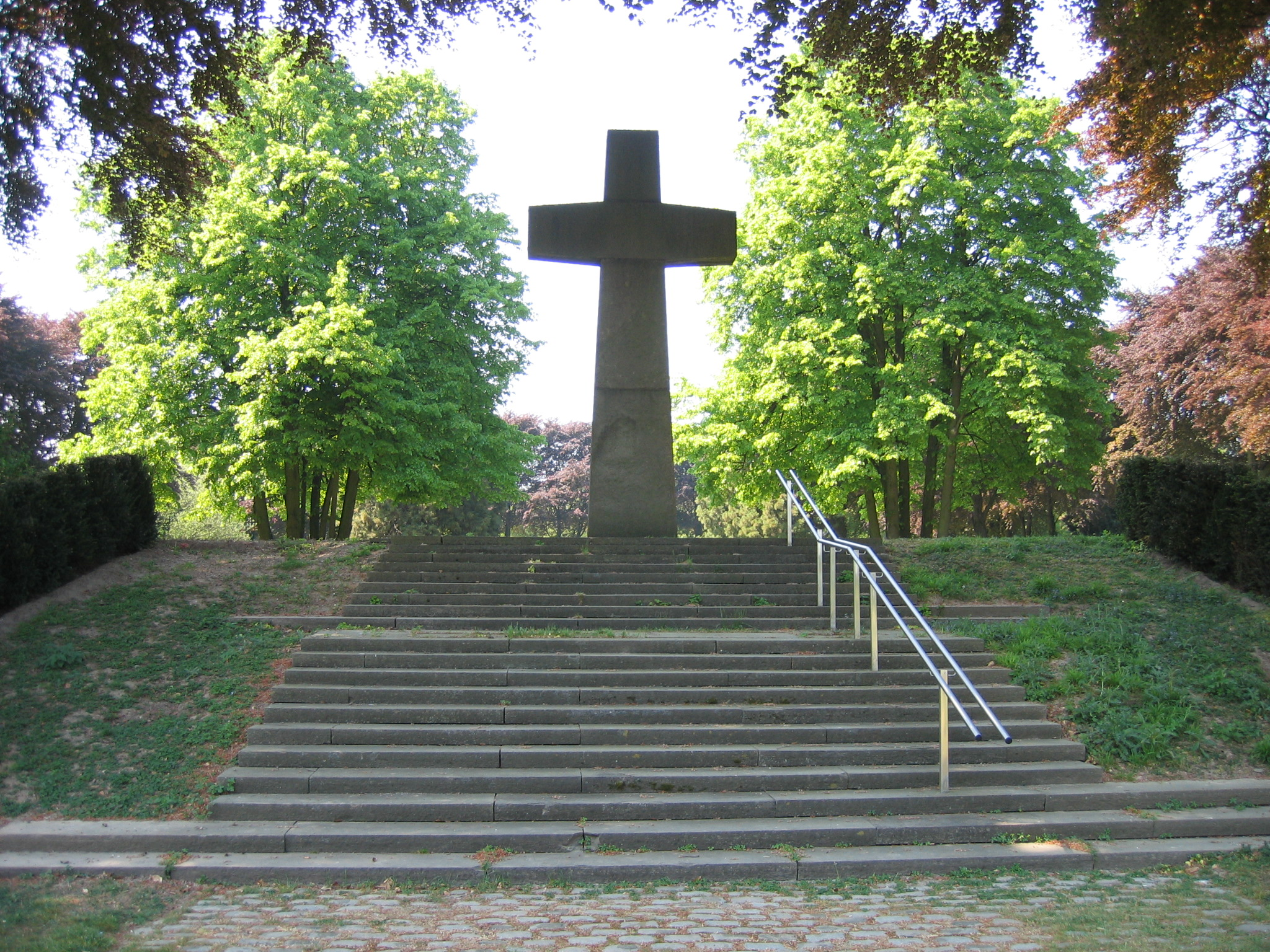
Die Anhöhe mit den Kriegsgräbern im zweiten Erweiterungsteil (2007)

Bereits sechs Jahre nach der ersten Erweiterung wurde eine zweite notwendig, da der auf dem ersten Erweiterungsgelände in der Zwischenzeit angelegte Commonwealth-Ehrenfriedhof (siehe hierzu unten im Abschnitt „Ehrenfriedhöfe“) relativ viel Platz beansprucht hatte, so dass die Platzkapazität vorzeitig ausgeschöpft war. Auch für die zweite Erweiterung, die im Jahre 1926 abgeschlossen wurde, erwarb die Stadt Flächen südlich des bereits bestehenden Friedhofsteils, die zuvor unter anderem landwirtschaftlich genutzt wurden. Das rund 20 Hektar große zweite Erweiterungsgelände wurde, wie auch die beiden ersten Grundstücke, im Westen vom alten Kalscheurer Weg und im Osten vom Höninger Weg begrenzt, im Süden reichte es bis an den Alten Militärring heran. Mit der zweiten Erweiterung wuchs der Südfriedhof somit auf fast das Doppelte seiner bisherigen Fläche. Eine Besonderheit dieses zweiten Erweiterungsgeländes ist eine Anhöhe, an der sich bis zu ihrer Sprengung im Jahre 1919 eine preußische Festungsanlage mit Artillerieräumen befand. Auf dieser Anhöhe wurden später Kriegstote aus dem Zweiten Weltkrieg in Massengräbern beigesetzt.
Bei der dritten Friedhofserweiterung, die Ende der 1930er Jahre nötig wurde, wuchs der Friedhof erstmals „in die Breite“. Dazu musste der südliche Teil des Kalscheurer Weges verlegt werden, was bis heute an dem Knick zu erkennen ist, den der Kalscheurer Weg etwas südlich der Kendenicher Straße macht. Insgesamt handelt es sich bei dem dritten Erweiterungsgelände um ein annähernd tropfenförmiges, 11 ha großes Areal, das im Osten an die bestehenden Friedhofsflächen, im Westen an den verlegten Kalscheurer Weg und im Süden an den dort damals bogenförmig verlaufenden Oberen Komarweg (der später bei der vierten Erweiterung ebenfalls aufgelöst wurde) anschloss. Die Grenze zwischen dem ursprünglichen Friedhofsgelände und dem ersten Erweiterungsgelände einerseits sowie dem dritten Erweiterungsgelände andererseits erkennt man bis heute sehr deutlich an den unterschiedlich weit entwickelten Baumbepflanzungen.
Die vierte und letzte Erweiterung des Südfriedhofs wurde im Jahre 1963 vorgenommen. Das etwa fünf Hektar große, ehemals landwirtschaftlich genutzte Erweiterungsgelände schloss dabei an die südwestliche Friedhofsgrenze an und wurde im Süden, ebenso wie der übrige Friedhof, durch den Militärring begrenzt. Der Teil des Oberen Komarwegs, der bis dahin den Friedhof begrenzt hatte, wurde im Zuge der vierten Erweiterung (ähnlich wie der südliche Teil des Kalscheurer Weges im Zuge der dritten) nach Westen verlegt, wo er die neue Friedhofsgrenze bildete. Die ursprüngliche Wegeführung wurde, anders als beim Kalscheurer Weg, nicht komplett aufgelöst, sondern als Allee in das Friedhofswegenetz integriert.
Mit der vierten Vergrößerung erreichte der Südfriedhof 1963 seine heutige Größe von fast 63 ha. Eine abermalige Erweiterung über den Militärring hinaus wurde zwar noch Ende der 1960er Jahre kurz in Erwägung gezogen, musste jedoch aus verschiedenen Gründen verworfen werden. Stattdessen legte die Stadt im Jahre 1969 als Entlastung für den Südfriedhof ein paar Kilometer weiter südlich den Friedhof Steinneuerhof an. Aus heutiger Sicht wäre, angesichts der erheblich zurückgegangenen Anzahl von Bestattungen und der relativen Zunahme platzsparender Urnenbegräbnisse, eine erneute Erweiterung auch nicht erforderlich gewesen.

## Friedhofsbauten

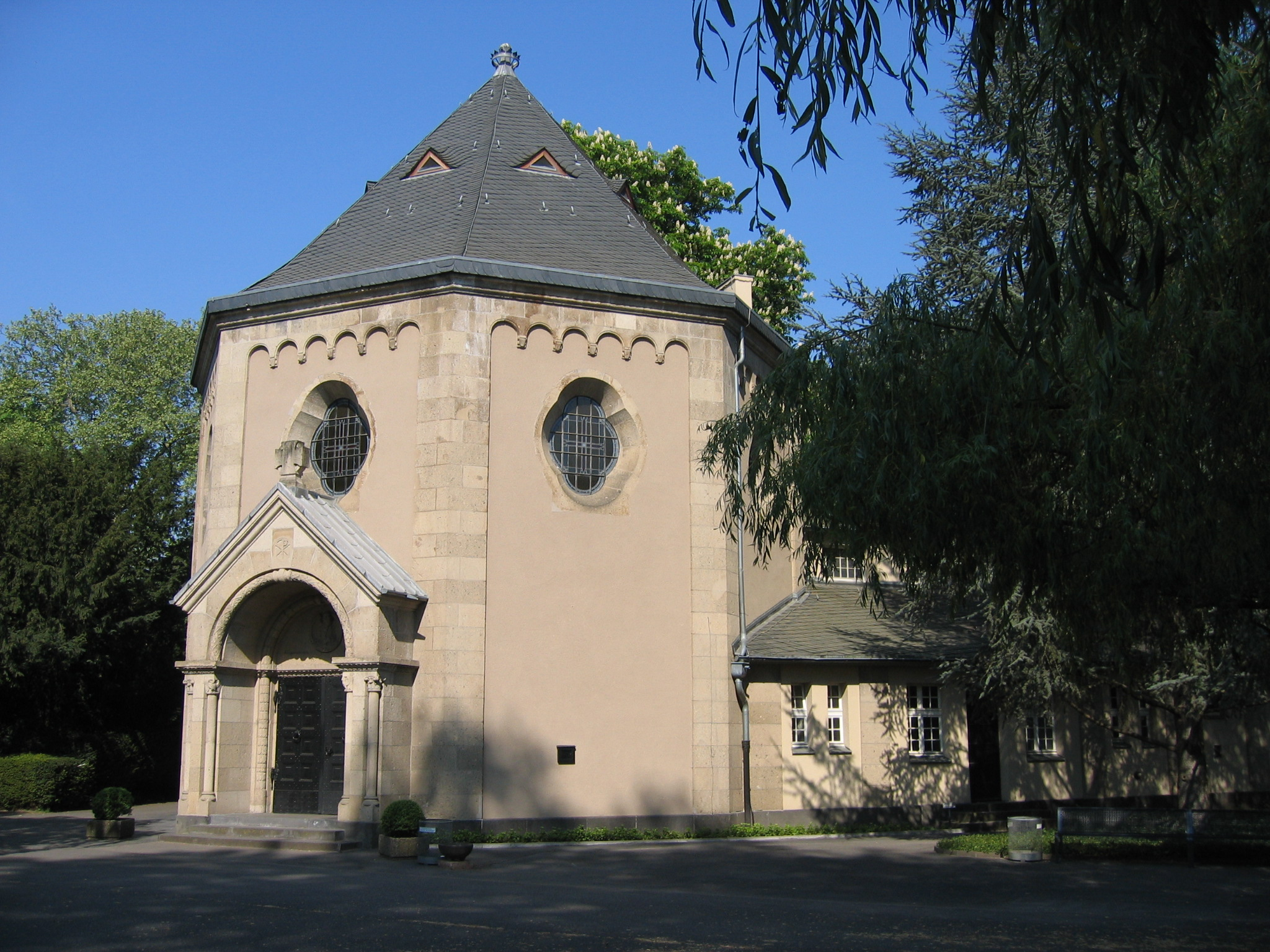
Trauerhalle (2007)

Im Eingangsbereich bis zum Hauptweg sollten bereits in der Planung keine Grabanlagen angelegt werden. Gleichzeitig mit der Anlage der eigentlichen Begräbnisstätten wurden auch Pläne für die hier befindlichen zugehörigen Friedhofsbauten, insbesondere die Kapelle mit Trauerhalle und das Pförtnerhaus, konkretisiert. Hierzu plante man, die Bauten in einem an die Neuromanik angelehnten Stil zu errichten und damit nicht rein funktional zu halten. Allerdings dauerte es von der Eröffnung des Friedhofs bis zur Fertigstellung der Bauten noch einige Jahre, unter anderem weil die preußische Regierung anfangs die Baugenehmigung aufgrund der Nähe der geplanten Bauten zu einem Militärstützpunkt am sogenannten äußeren Festungsgürtel der Stadt verweigerte. Erst 1905 wurden das Verwaltungsgebäude, eine Gärtnerei, das Gärtnerwohnhaus, das Pförtnerhaus und ein Leichenschauhaus fertiggestellt.
Eine Trauerhalle war bei der Friedhofsanlage zunächst nicht geplant, da ursprünglich davon ausgegangen wurde, dass die meisten Beerdigungen, wie es im 19. Jahrhundert noch weitgehend üblich war, unmittelbar vom Sterbehaus aus stattfanden. Da jedoch im Zuge des raschen Bevölkerungswachstums Ende des 19. Jahrhunderts und, daraus resultierend, der zunehmend beengten Wohnverhältnisse der Arbeiterklasse eine längere Aufbahrung der Verstorbenen zu Hause für viele Familien aus räumlichen und hygienischen Gründen unzumutbar erschien, erkannte man auch in Köln allmählich die Notwendigkeit einer Trauerhalle mit Aufbahrungsräumen. Auch in diesem Fall dauerte es jedoch – ebenfalls aufgrund des Konfliktes mit der preußischen Regierung um den geplanten Gebäudestandort – noch mehrere Jahre, bis die Halle errichtet werden konnte. Die achteckige Trauerhalle rechts des Haupteingangs wurde schließlich im Jahre 1912 fertiggestellt. Die bis heute genutzte Halle beinhaltete von Anfang an auch einen Aufenthaltsraum für Geistliche und Angehörige sowie Leichenaufbahrungszellen. Stilistisch wurde die Trauerhalle an die vier zuvor erbauten Friedhofsgebäude angelehnt.

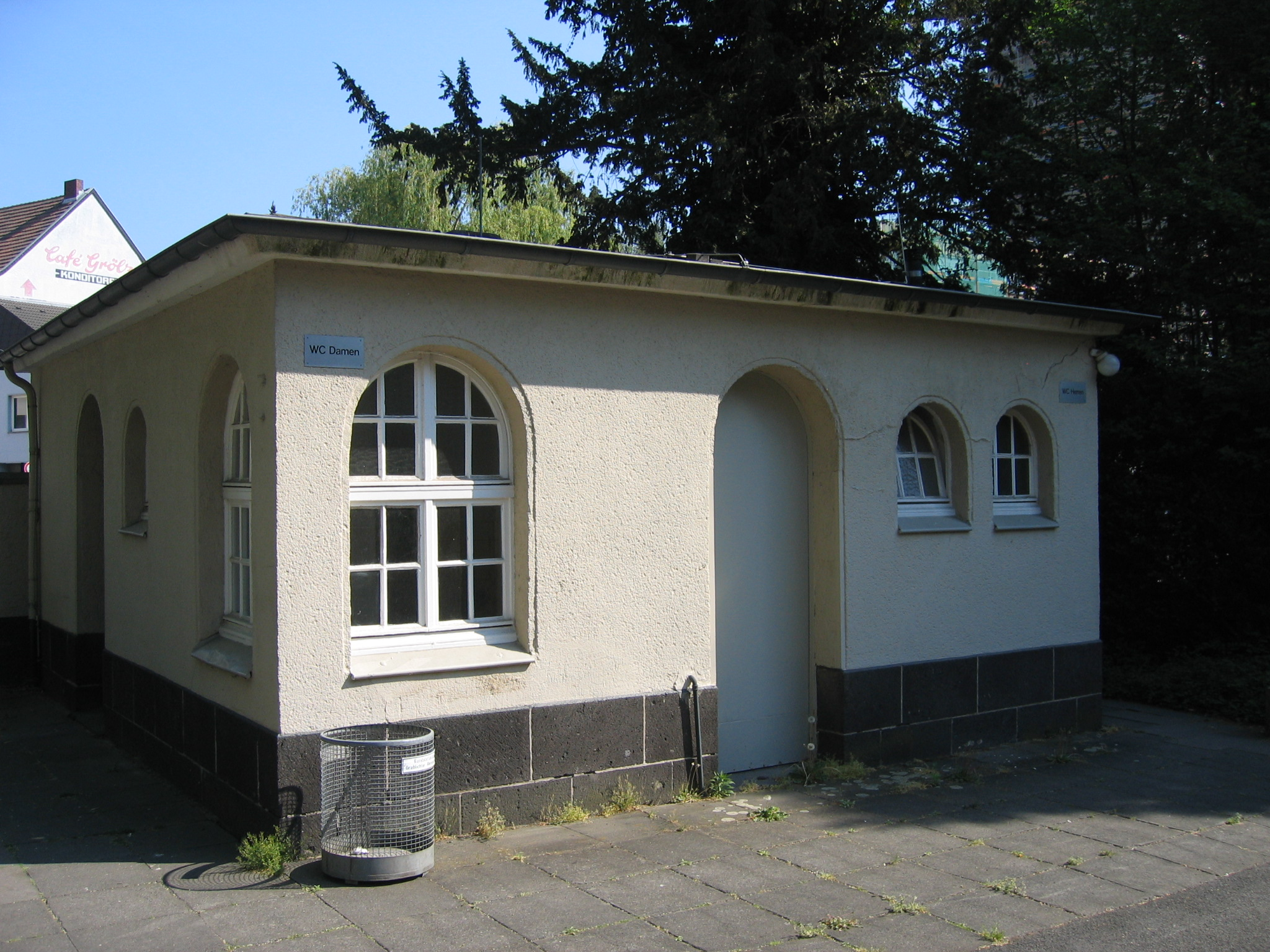
Toilettenhaus (2007)

Weitere in den Anfangszeiten des Friedhofs entstandene Bauten sind ein zu Beginn der 1920er Jahre angelegter und heute nicht mehr genutzter Wirtschaftshof im südlichen Bereich des ursprünglichen Friedhofsgeländes sowie das bis heute genutzte öffentliche Toilettenhäuschen unmittelbar rechts des Haupteingangstores. Dieses Gebäude konnte erst nach längeren Verhandlungen der Stadt mit den Kölner Verkehrs-Betrieben errichtet werden: Da aufgrund der Nähe des Friedhofseingangs und damit auch des geplanten Toilettenhäuschens zur Straßenbahn-Endhaltestelle am Höninger Platz das Straßenbahnpersonal die Toilette mitbenutzen konnte, forderte die Stadt von den Verkehrsbetrieben eine finanzielle Beteiligung am Bau des Gebäudes. Nachdem man sich schließlich auf einen einmaligen Zuschuss geeinigt hatte, erfolgte die Fertigstellung der Toilettenanlage im Jahre 1925.

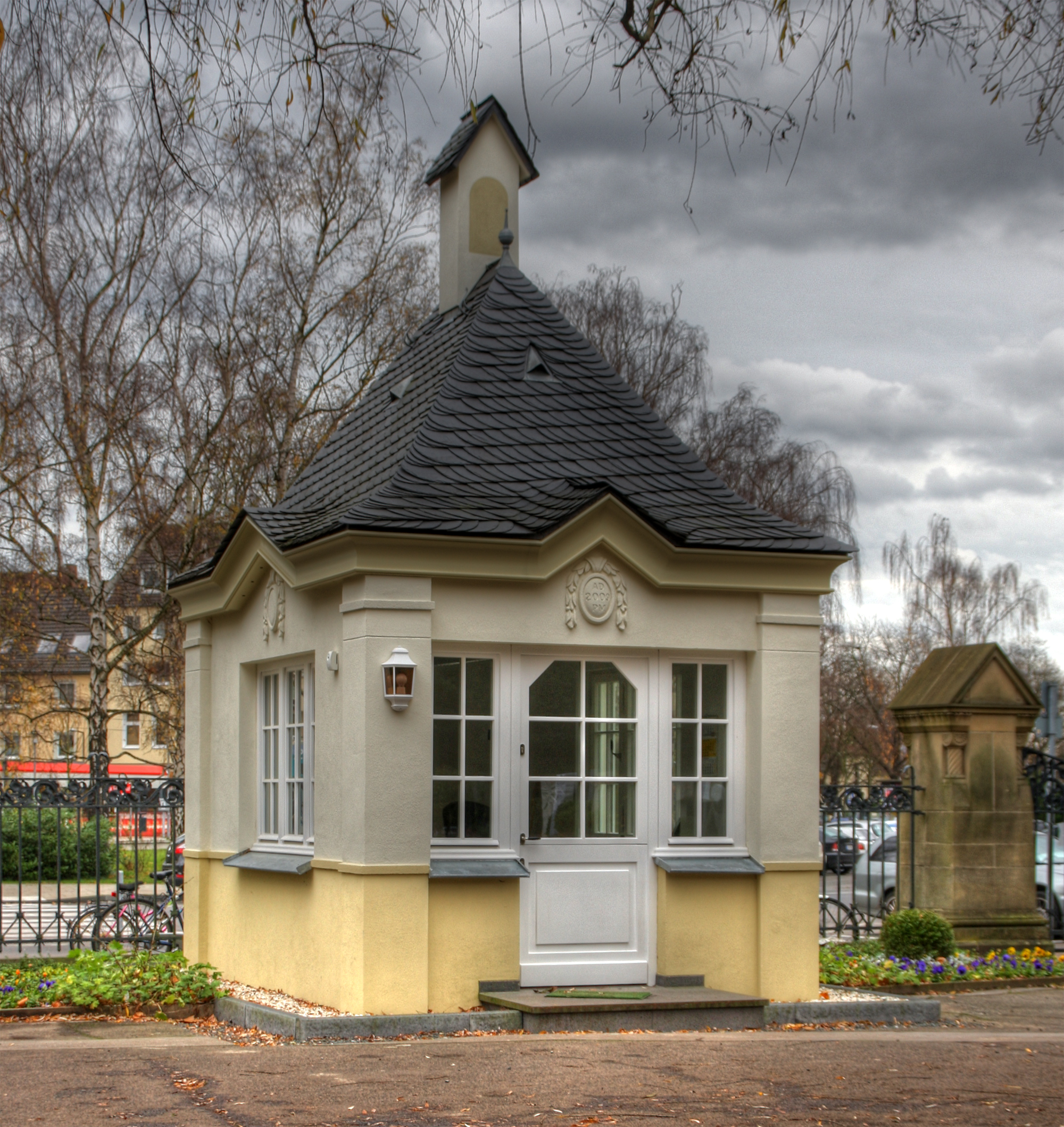
Das neu errichtete Pförtnerhaus (2009)

Von den in der Anfangszeit des Südfriedhofs errichteten Gebäuden sind die Trauerhalle, das Gärtnerwohnhaus und das Toilettenhäuschen erhalten geblieben. Das ursprüngliche Pförtnerhaus und die Leichenhalle wurden während eines Luftangriffs im Jahre 1943 vollständig zerstört. Auch die anderen Friedhofsbauwerke und zahlreiche Denkmäler trugen hierbei unterschiedlich schwere Schäden davon. Nach dem Zweiten Weltkrieg wurde das Leichenschauhaus nicht wieder aufgebaut; als Pförtnergebäude wurde ein eher provisorischer Zweckbau errichtet. Die Trauerhalle und das ehemalige, mittlerweile an Privateigentümer verkaufte Gärtnerwohnhaus stehen seit 1980 unter Denkmalschutz. Seit den 1990er Jahren gab es außerdem Bestrebungen, das ursprüngliche Pförtnerhaus mit Hilfe von Spendengeldern wieder zu errichten; der Bau wurde im Jahr 2009 fertiggestellt.

## Grabstätten und Denkmäler

### Grabstätten bekannter Persönlichkeiten
Neben lokal bedeutenden Persönlichkeiten haben auch mehrere über die Stadtgrenzen Kölns hinaus bekannte Künstler, Unternehmer oder Sportler auf dem Südfriedhof ihre letzte Ruhestätte gefunden. Die bekanntesten Personen, die hier begraben liegen, sind:
- Karl Berbuer (1900–1977), Komponist und Mundartsänger (Flur 83, Nr. 220–221)
- Peter Berchem (1866–1922), Volksschullehrer und Mundartdichter (Flur 44)
- Dominikus Böhm (1880–1955), Kirchenbaumeister (Flur 43, Nr. 374–375)
- Elisabeth Böhm, Architektin (Flur 43)
- Gottfried Böhm, Architekt (Flur 43)
- Otto Bongartz (1895–1970), Architekt (Flur 32)
- Walter Braunfels (1882–1954), Komponist und Pianist (Flur 43)
- Ernst Buchholz (1920–1993), Tennisspieler (Flur 2)
- Fritz Fremersdorf (1894–1983), Direktor des Römisch-Germanischen-Museums (Flur 2)
- Georg Fritze (1874–1939), Antifaschistischer Pfarrer (Flur 71)
- Ralph Giordano (1923–2014), Publizist (Flur 52)
- Peter Günther (1882–1918), Radsportler (Flur 28)
- Marie Juchacz (1879–1956), Gründerin der Arbeiterwohlfahrt (Flur 65)
- Emil Kirschmann (1888–1949), Journalist, SPD-Reichstagsabgeordneter (Flur 65)
- Werner Koj (1953–2008), Schauspieler und Autor (Flur 19)
- Adolf Kowallek (1852–1902), Gartenarchitekt (Flur 2)
- Franz Kremer (1905–1967), langjähriger Präsident des 1. FC Köln (Flur 15)
- Jean Löring (1934–2005), langjähriger Präsident des SC Fortuna Köln (Flur 21)
- Peter Müller (1927–1992), Boxer (Flur 3)
- Margret van Munster (1920–2010), Schauspielerin (Flur 14)
- Friedl Münzer (1892–1967), Schauspielerin und Hörspielsprecherin (Grabstätte abgeräumt)
- Adolf Nöcker (1856–1917), Architekt (Flur 20)
- Fritz Pott (1939–2015), Fußballspieler u. a. für den 1. FC Köln (Flur 42)
- Wilhelm Räderscheidt (1865–1926), Kölner Mundartdichter (Flur 15)
- Hans Schäfer (1927–2017), Fußballspieler (Flur 22)
- Max Scheler (1928–2003), Fotograf (Flur 18)
- Max Scheler (1874–1928), Philosoph (Flur 18)
- Marianne Irene Schreiber (1921–2019), Illustratorin für Kinderbücher (Flur 77u)
- Hans Sion (1911–1998), Kölsch-Brauer (Flur 8)
- Oskar Wilhelm Türk (1893–1978), Kölner Stadtkämmerer und Lokalpolitiker (Flur 12)
- Else Veith (1904–1988), Opernsängerin (Flur 57)[5]
- Wolfgang Wallner (1884–1964), Bildhauer (Flur 15)
- Fritz Witte (1876–1937), Theologe, Kunsthistoriker, erster Direktor des Museum Schnütgen (Flur 42, Nr. 129)

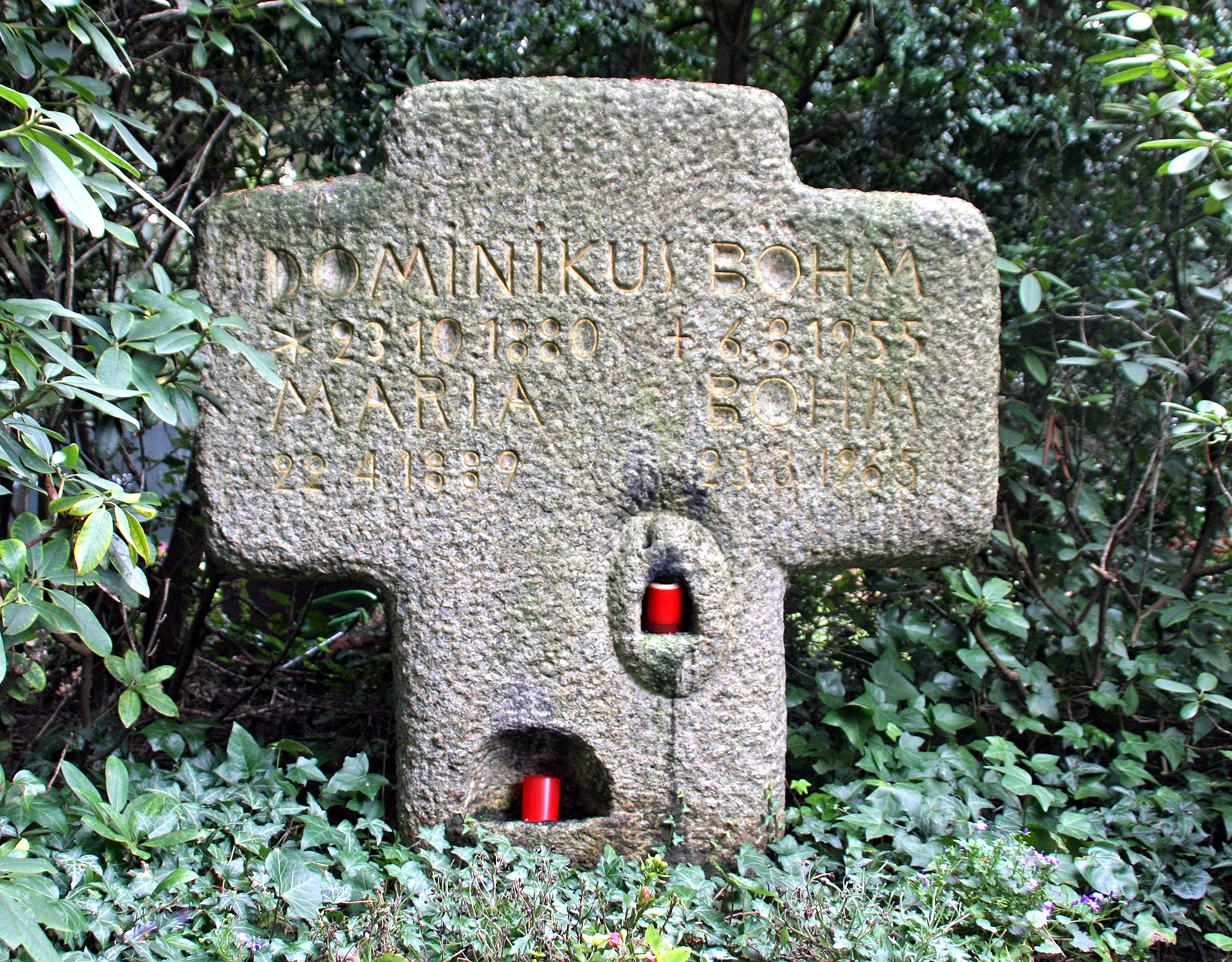
Grab des Architekten Dominikus Böhm
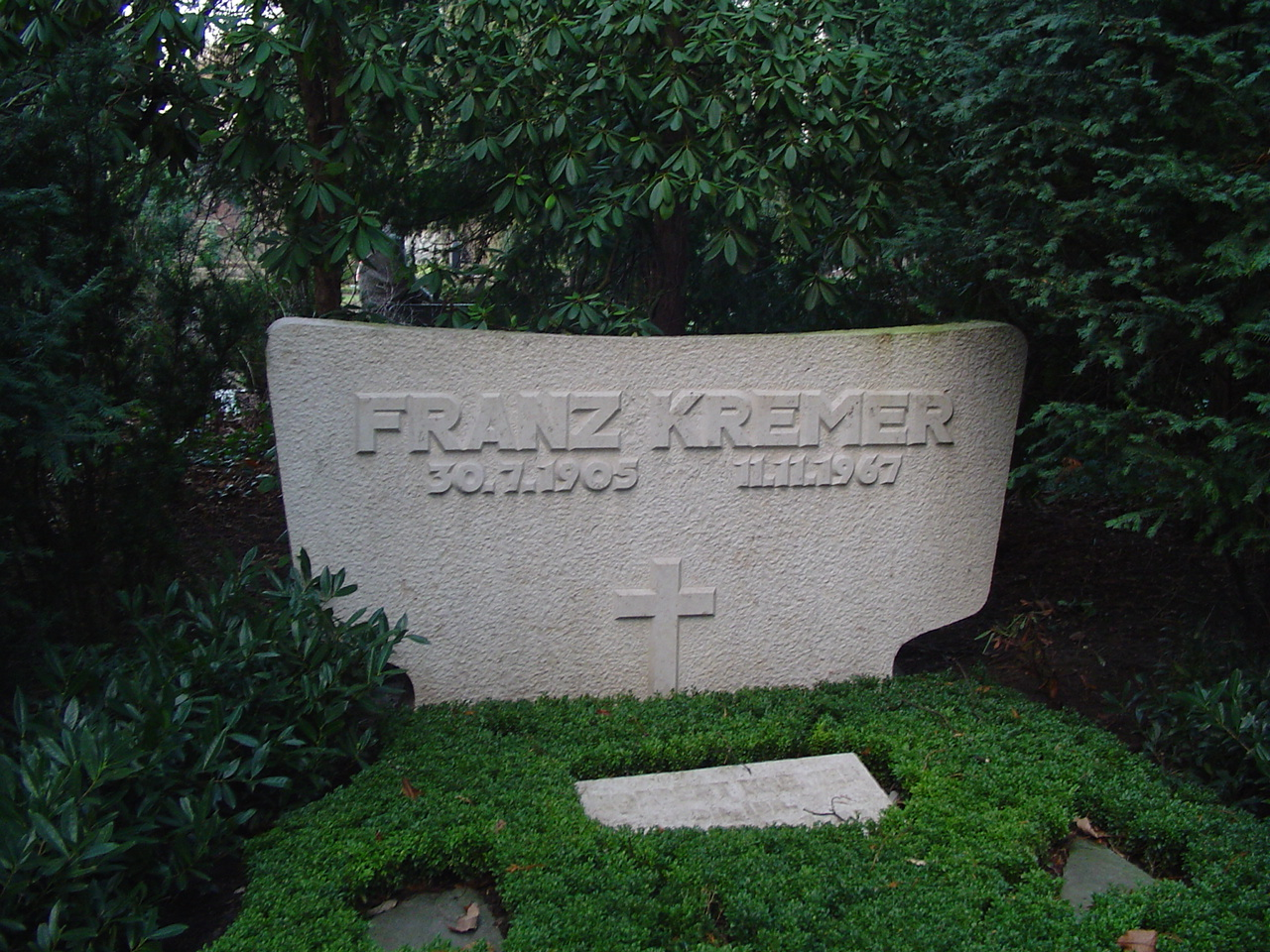
Grab von Franz Kremer, Präsident des 1. FC Köln
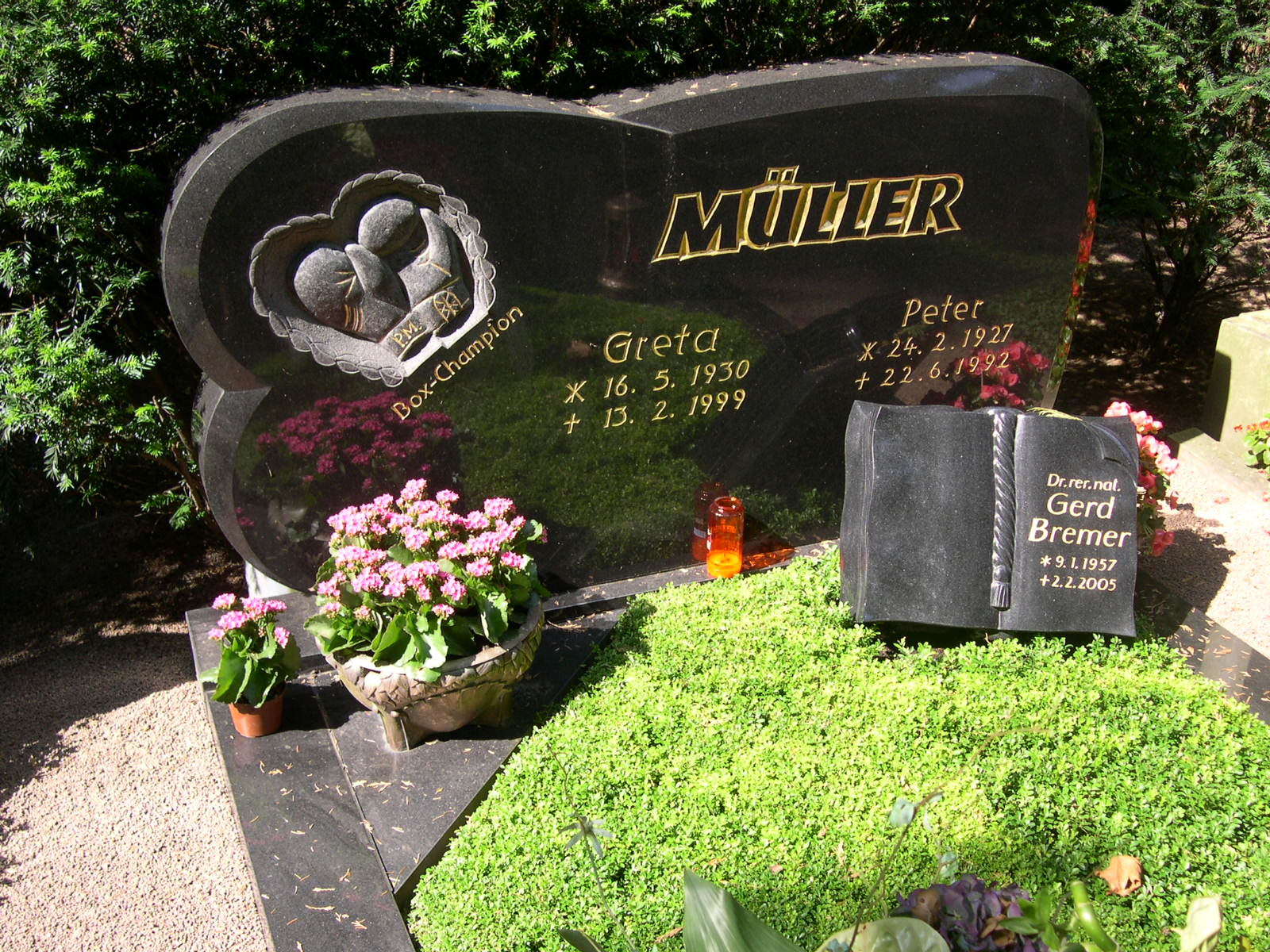
Grab des Boxers Peter Müller
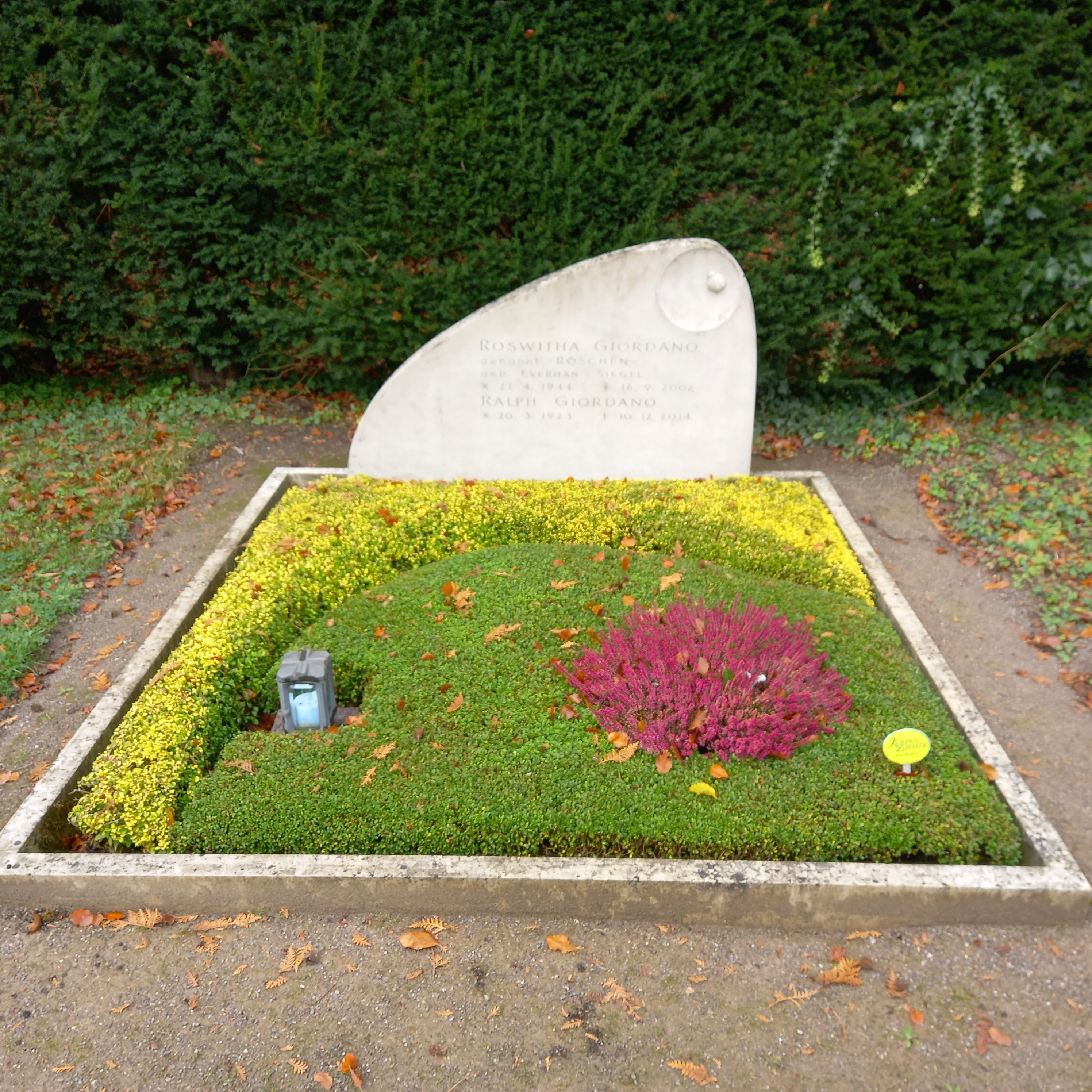
Grab des Publizisten Ralph Giordano

### Ehrenfriedhöfe

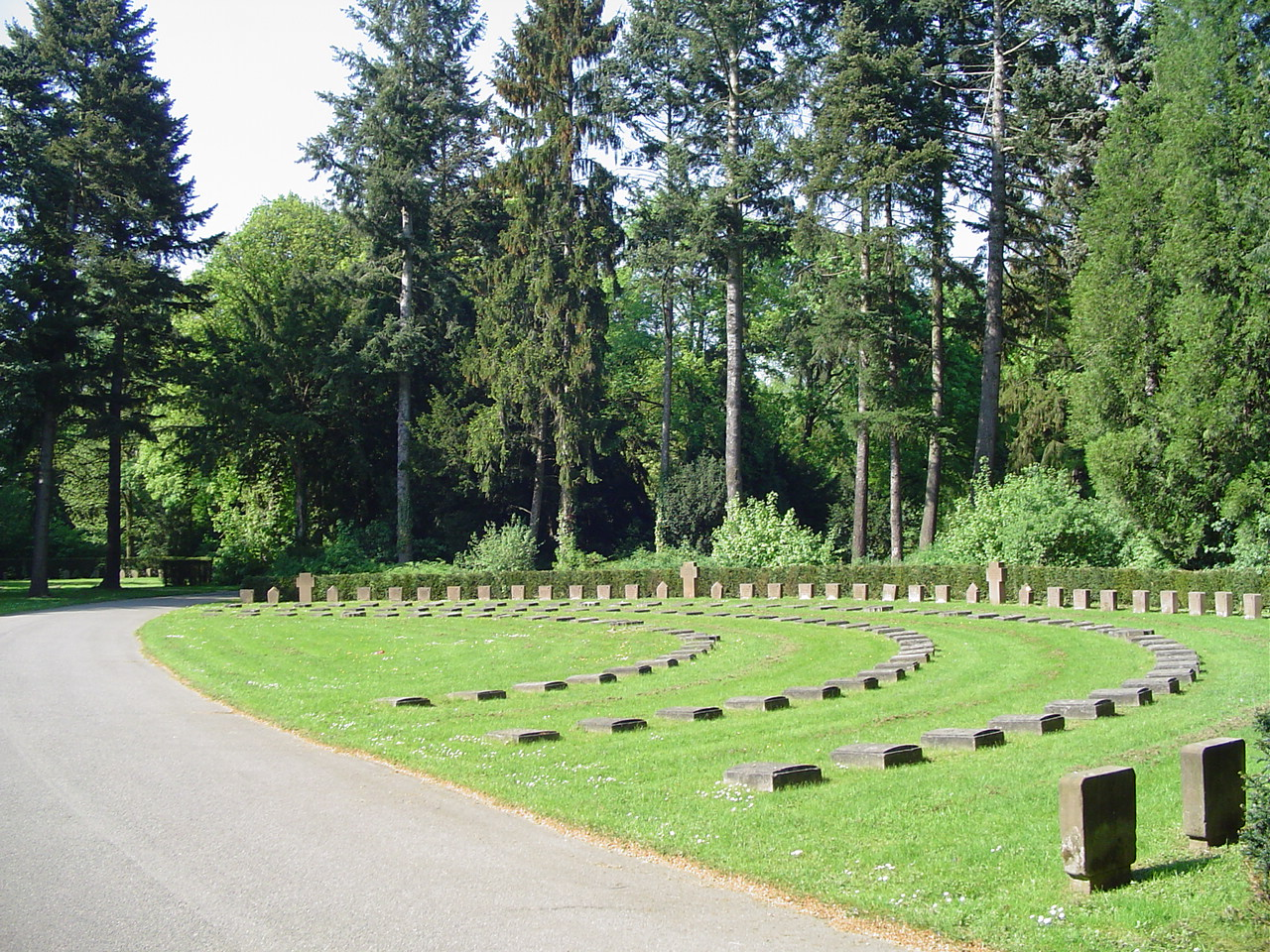
Sammelgräber aus dem Ersten Weltkrieg (2006)

Auf dem Südfriedhof findet man auch zahlreiche Gräber für getötete Zivilisten und gefallene Soldaten aus den beiden Weltkriegen sowie mit dem Cologne War Cemetery und dem Italienischen Ehrenfriedhof zwei eigenständige Soldatenfriedhöfe.
Der Südfriedhof beherbergt über nahezu seine gesamte Fläche verteilt Massengräber von Opfern der beiden Weltkriege. Im Flurstück 29 hinter der Trauerhalle und damit im ältesten Teil des Friedhofs befindet sich eine Grabstelle, in der die ersten Kölner Fliegeropfer bestattet sind. Sie kamen bei einem Fliegerangriff am 18. Mai 1918 ums Leben. Im Feld 32 und dem angrenzenden Bereichen befindet sich der 1920 angelegte Ehrenhain, wo über 2.500 im Ersten Weltkrieg von 1914 bis 1918 gefallene Soldaten ruhen. In einem zweiten Erweiterungsteil im Süden des Friedhofes und parallel zur Militärringstraße findet man auf der Anhöhe, die bis 1919 als Festungsanlage diente, links und rechts des Hauptweges Gräber von rund 4000 Fliegeropfern des Zweiten Weltkrieges.

#### Cologne War Cemetery

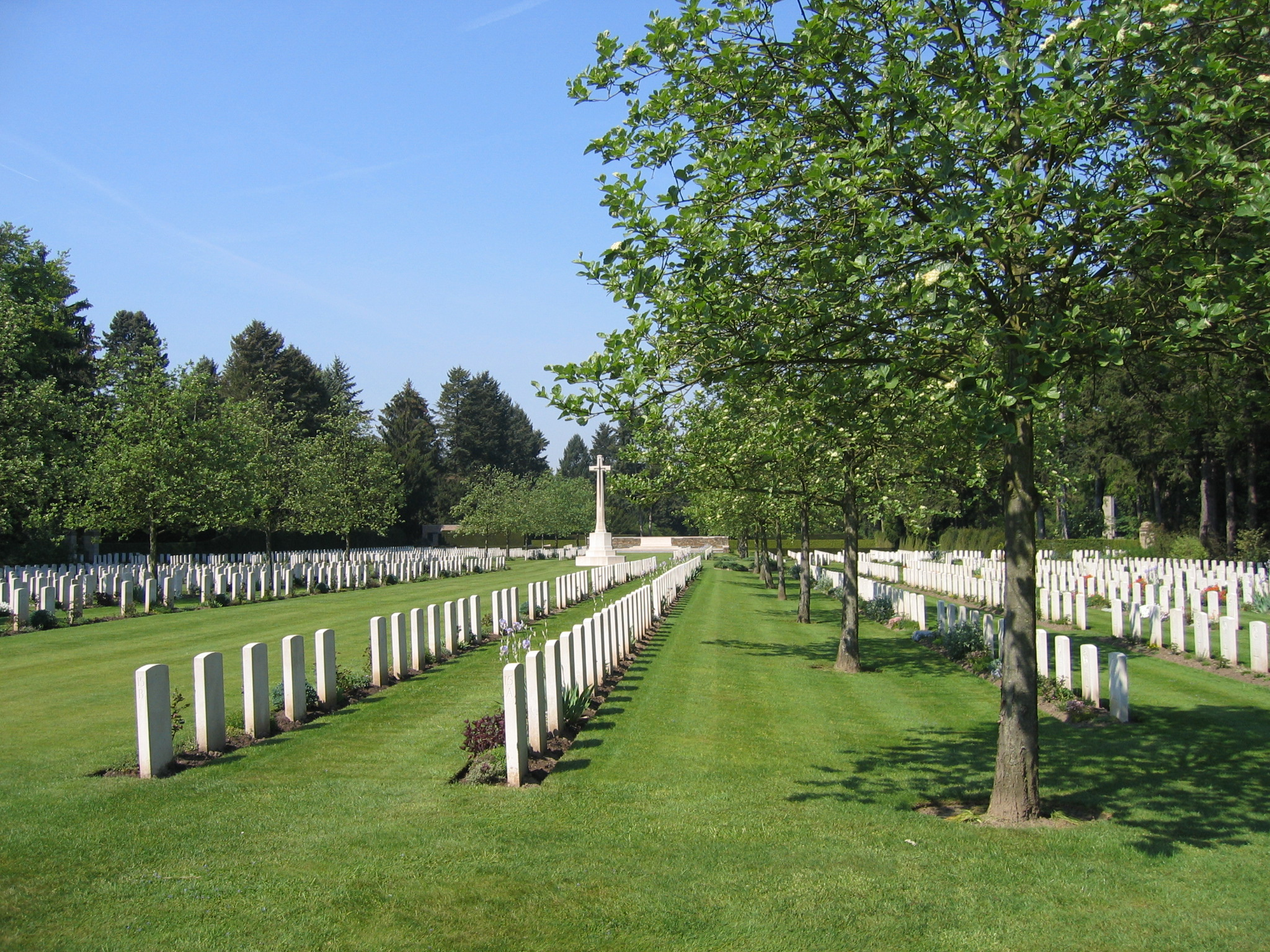
Commonwealth-Ehrenfriedhof (2007)

Der Commonwealth-Ehrenfriedhof mit 3000 Gräbern in Flur 40 auf dem ersten Erweiterungsgelände befindet sich bis heute im Eigentum des britischen Staates und wird von der Commonwealth War Graves Commission (zu deutsch: Kriegsgräberkommission des Commonwealth) betrieben und gepflegt. Köln war von 1919 bis 1926 von britischen Truppen besetzt; der Ehrenfriedhof entstand im Jahr 1922. Hier liegen vor allem die in den beiden Weltkriegen, auch in anderen Regionen Deutschlands, gefallenen Soldaten der Commonwealth-Staaten begraben, aber auch in der Zeit zwischen und nach den Weltkriegen verstorbene Angehörige der Besatzungstruppen. Der Friedhof folgt dabei den zentralen Vorgaben der britischen Kriegsgräberkommission mit langen Reihen weißer Grabsteine und -platten aus englischem Portlandsandstein.
Am Eingang des Areals befinden sich zwei weiße Kuppelbauten und an der Hauptachse steht ein Hochkreuz („cross of sacrifice“) mit aufliegendem Kreuzritterschwert sowie ein großer Gedenkstein („stone of remembrance“) mit der Inschrift 

„Their Name Liveth For Evermore“

„Ihr Name lebt ewiglich“

In seiner gärtnerischen Gestaltung ist der Commonwealth-Friedhof auf dem Kölner Südfriedhof weitestgehend identisch mit anderen britischen Soldatenfriedhöfen und folgt dabei den zentralen Vorgaben der britischen Kriegsgräberkommission: Auch hier prägen lange Reihen einheitlicher, weißer Grabplatten aus englischem Portlandsandstein, ein Hochkreuz an der Mittelachse sowie gepflegte, kurz geschnittene Rasenflächen das Gesamtbild.
Am Eingang des Commonwealth-Ehrenfriedhofs nennen große Inschriftentafeln auf englisch und deutsch die besonderen Begebenheiten der Begräbnisstätte:

„Dieser Friedhof ist vom Britischen Reich angelegt und wird durch britische Friedhofswärter unterhalten. Zwischen den Regierungen Deutschlands und des Britischen Reichs besteht eine Vereinbarung, wonach beide Teile die Friedhöfe, auf denen ihre Toten des Weltkrieges ruhen, nach ihrem eigenen Gutdünken ausbauen und durch eigene Friedhofswärter unterhalten lassen können“

#### Italienischer Ehrenfriedhof

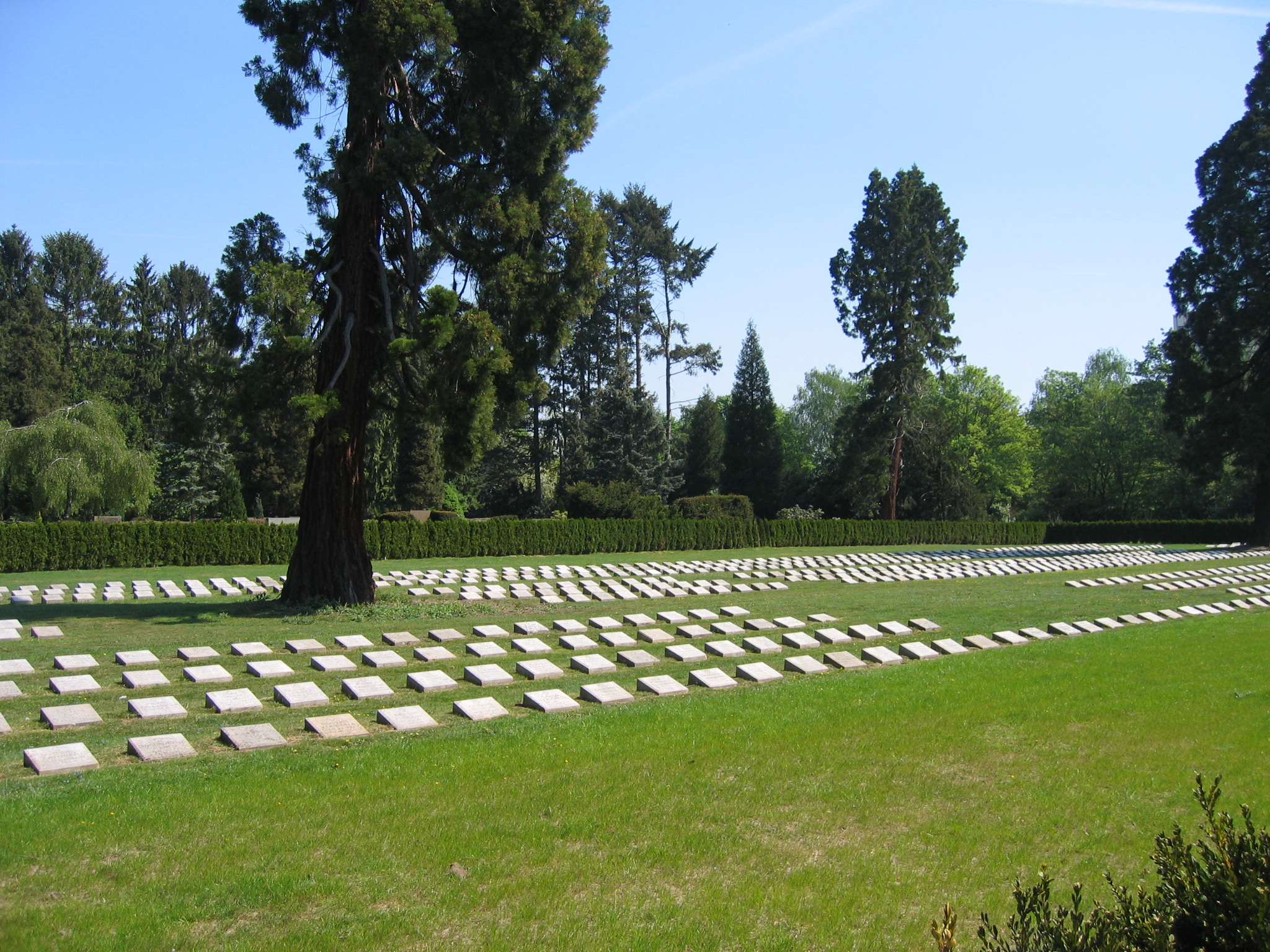
Italienischer Ehrenfriedhof (2007)

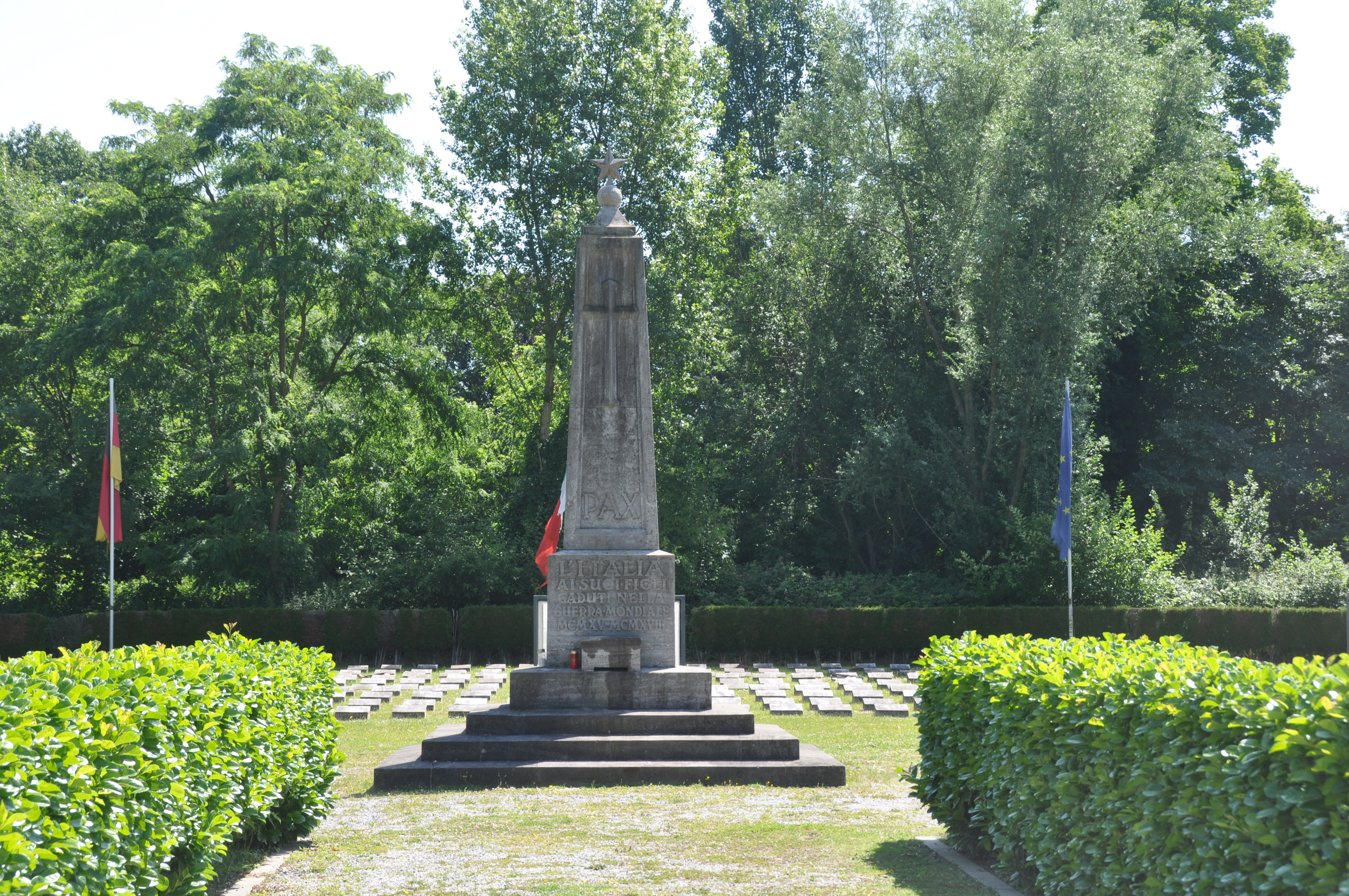
Obelisk auf dem Italienischen Ehrenfriedhof (2025)

Der Italienische Ehrenfriedhof auf dem zweiten Erweiterungsareal wird, wie der übrige Südfriedhof bis auf den Commonwealthfriedhof, heute von der Stadt Köln unterhalten. Dorthin wurden seit 1923 italienische Kriegsgefangene, die in deutschen Kriegsgefangenenlagern des Ersten Weltkriegs verstorben waren, aus verschiedenen Regionen Deutschlands umgebettet. Das gut 0,6 ha große Grundstück des Italienischen Ehrenfriedhofs in Flur 48 hatte die italienische Regierung zu diesem Zweck im Jahre 1926 von der Stadt Köln erworben. Insgesamt ruhen hier 1914 Kriegsgefangene. Den Mittelpunkt der Kriegsgräberstätte bildet ein mit einem vergoldeten Stern gekrönter Obelisk, um den herum in geraden Reihen einheitliche Grabplatten liegen. Anders als der Commonwealth-Friedhof ist der Italienische Ehrenfriedhof zwar ebenfalls durch eine Hecke und eine kleine Toranlage vom restlichen Friedhofsgelände separat eingefriedet, jedoch Eigentum der Stadt Köln und nicht – wie ursprünglich im Vertrag festgelegt – des italienischen Staates. Wie genau es zu dieser Rückübertragung gekommen ist, ist heute nicht mehr nachvollziehbar.
Das Zentrum des Ehrenfriedhofs bildet ein auf einer Erhöhung stehender Obelisk mit goldenen Stern, hinter dem die deutsche, die italienische und die europäische Fahnen gehisst sind. Er trägt die Inschrift:

„L'Italia

Ai suoi figli

caduti nella

guerra mondiale

MCMXV - MCMXVIII“

„Italien
(gedenkt) seinen Söhnen,
 die im Weltkrieg 1915-1918 gefallen sind)“

Die Soldatengräber sind in drei Feldern mit weißen Grabplatten aufgereiht, auf denen sich die Namen der Verstorbenen befinden. Im November 2006 wurde die gesamte Grabstätte umfassend instandgesetzt und restauriert.

### Einige bedeutende Familiengrabstätten
Die ältesten und meist auch architektonisch aufwändigsten Grabstätten auf dem Kölner Südfriedhof findet man im ursprünglichen Teil des Friedhofs. Dabei liegen repräsentative Familiengräber meist direkt an den Haupt- und Rundwegen, während einfache Reihengrabstätten von Anfang an in den hinteren Flurbereichen angelegt wurden. Betritt man den Südfriedhof vom Haupteingang aus und geht den Hauptweg in Richtung des 1905 errichteten Hochkreuzes entlang, sieht man an den Seiten etliche für die Gründerzeit typische Grabmäler, beispielsweise auf der rechten Seite des Hauptweges die neoklassizistisch gestaltete Grabstätte Melder sowie das im Jugendstil gehaltene Wandgrab der Familie Franz Herrmann.

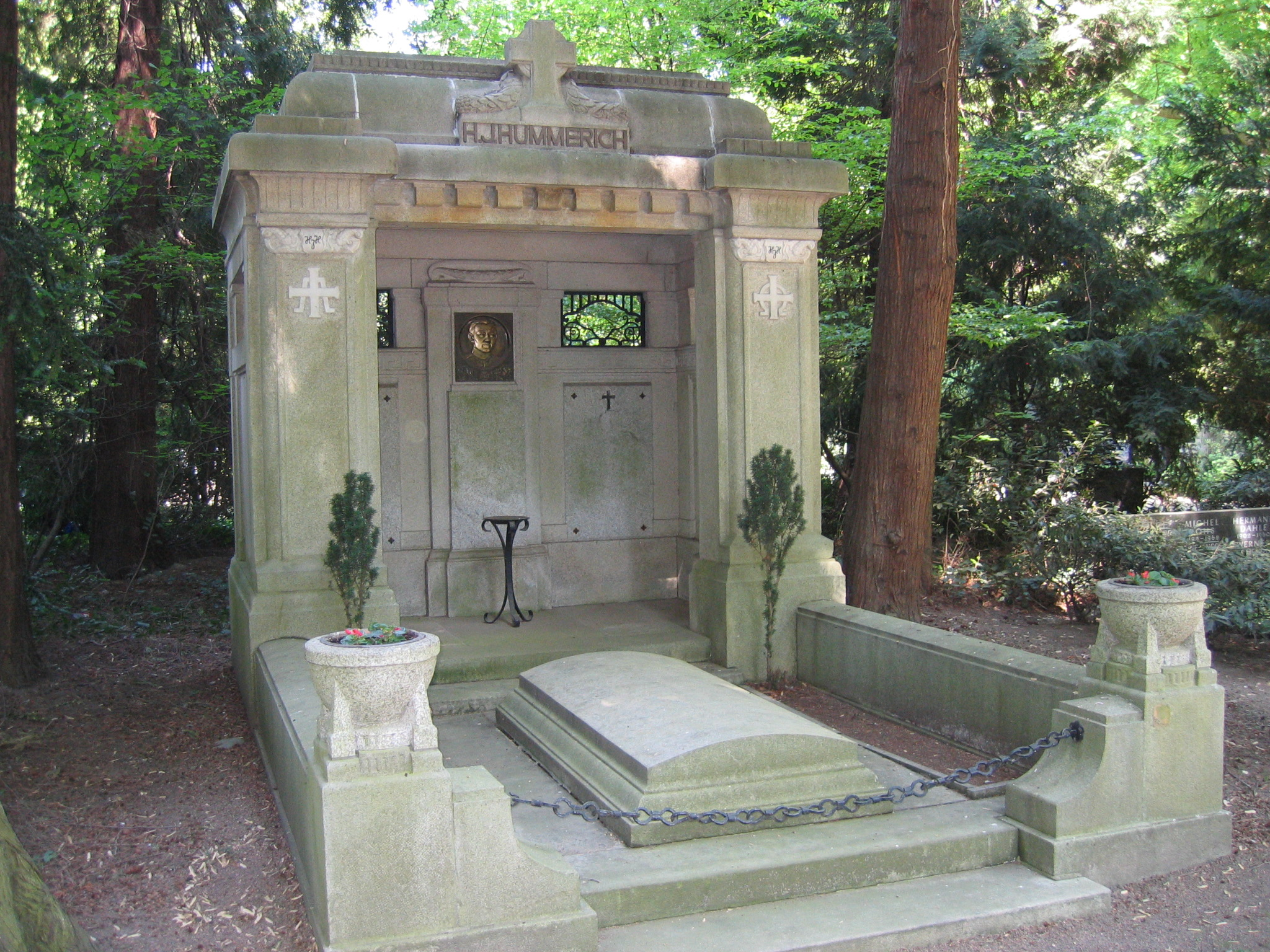
Grabstätte Hummerich
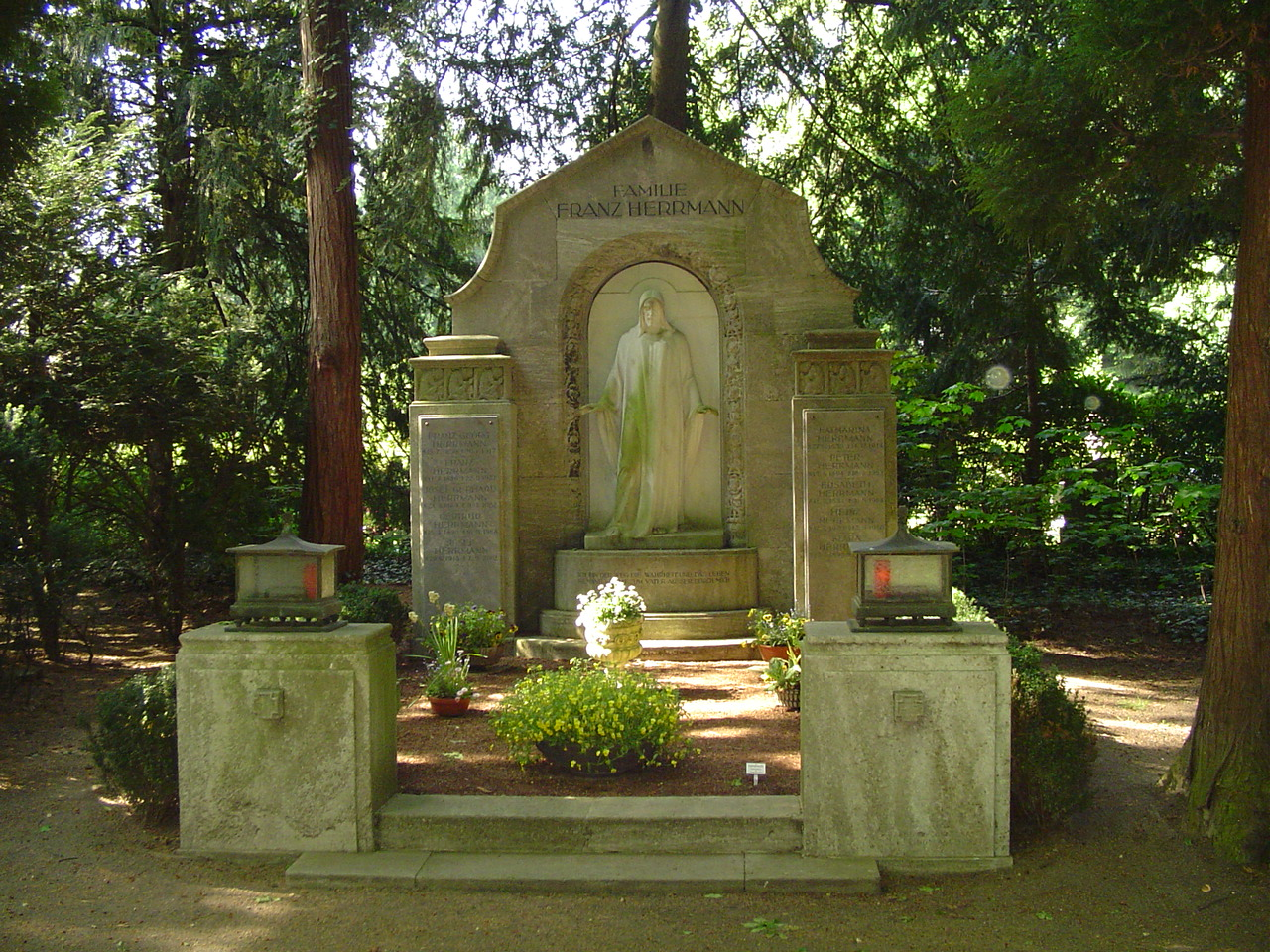
Grabstätte Franz Herrmann
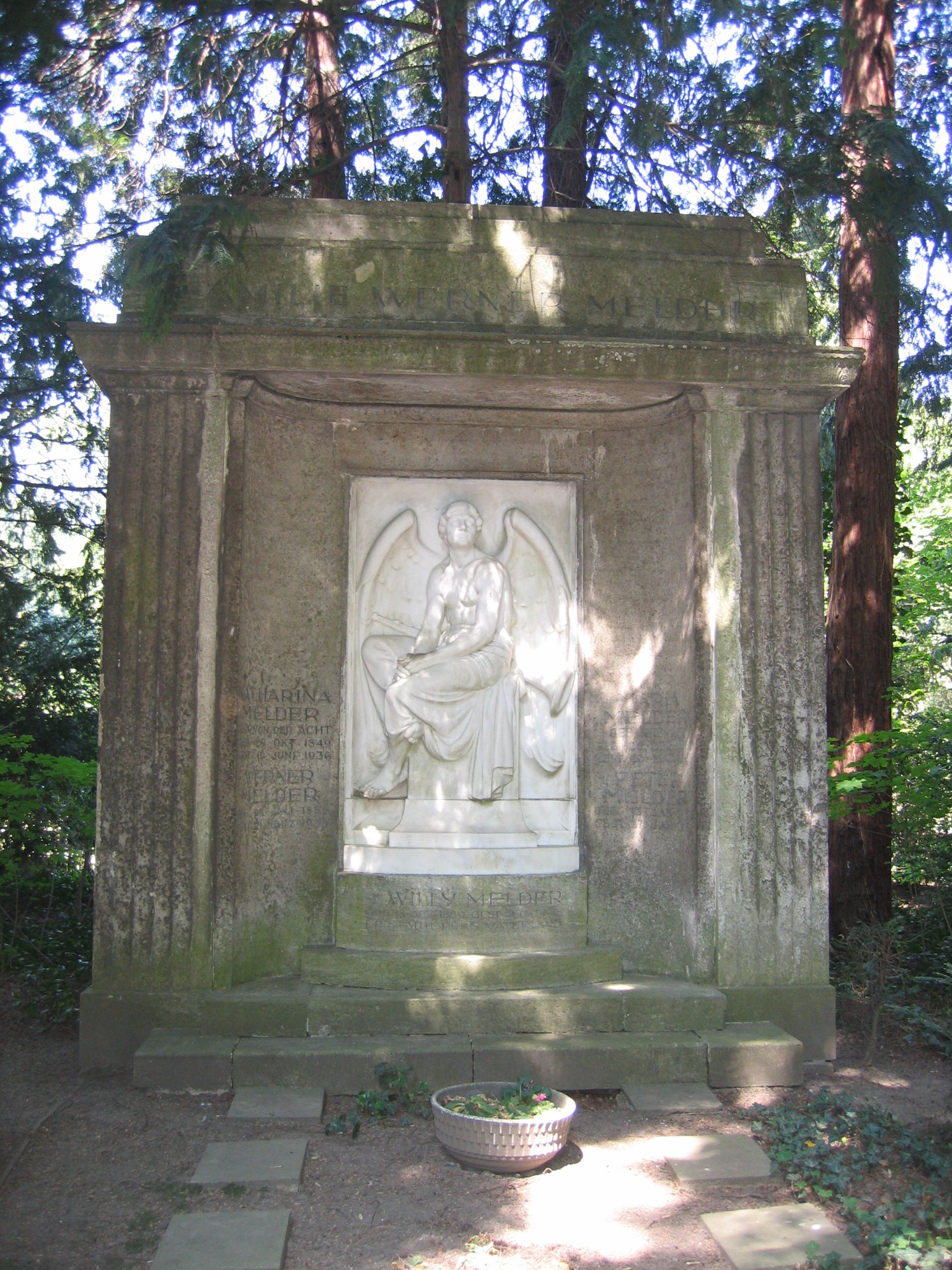
Grabstätte Melder

Ebenfalls an der Allee vor dem Hochkreuz befindet sich die Wandgrabstätte Hummerich. Sie ist vor allem im Zusammenhang mit einem kuriosen Vorkommnis bekannt: In einer damals noch unbelegten Kammer dieses Grabes wurden durch den Stadtkämmerer Oskar Wilhelm Türk von September 1944 bis März 1945 insgesamt 230 Millionen Reichsmark und Wertpapiere im Wert von etwa 70 Millionen Reichsmark der Stadt Köln vor den anrückenden US-Truppen versteckt. Auch einige benachbarte Familiengrabstätten wurden bei dieser Aktion als Versteck für die Schätze der Stadt genutzt.

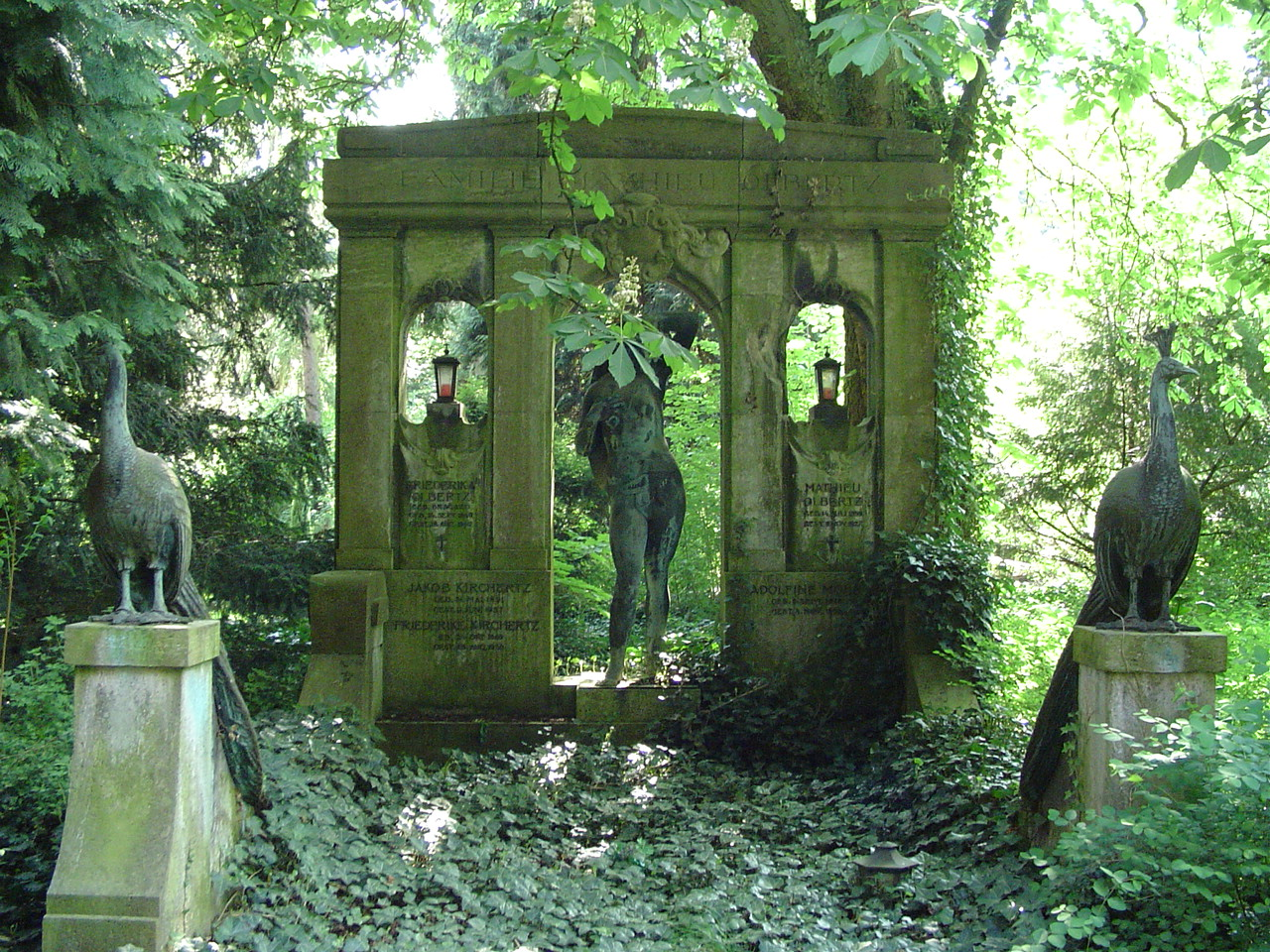
Grabstätte Olbertz (2006)

Gleich gegenüber der Hummerich-Grabstätte sieht man das Grab Mauser, ein säulengestütztes, tempelähnliches Bauwerk mit einem stilisierten Sarkophag im Inneren, auf den sich eine männliche Figur im Gewand stützt, die mit der linken Hand schützend einen Jüngling umfasst. Ebenfalls einem Tempel nachempfunden ist die klassizistische Grabstätte der Familie Steinkrüger aus dem Jahre 1917, die sich gleich rechts hinter dem Hochkreuz befindet. Weiter rechts vom Hochkreuz weg, im Feld 32, fällt das zwischen Sträuchern etwas versteckte, repräsentative Wandgrabmal der Familie Hartmann-Firnich mit einer lebensgroßen Christus-Figur in der Mitte ins Auge.
Die mit Efeu dicht bewachsene Grabstätte Mathieu Olbertz im Feld 32 an der vom Hochkreuz aus nach rechts führenden Allee zählt ebenfalls zu den markantesten und aufwändigsten Denkmälern des Südfriedhofs. Sie fiel vor allem durch die seitlich aufgestellten bronzenen Pfauen auf, die die Ewigkeit andeuten sollen.
Diese Plastiken sind nicht mehr vorhanden.

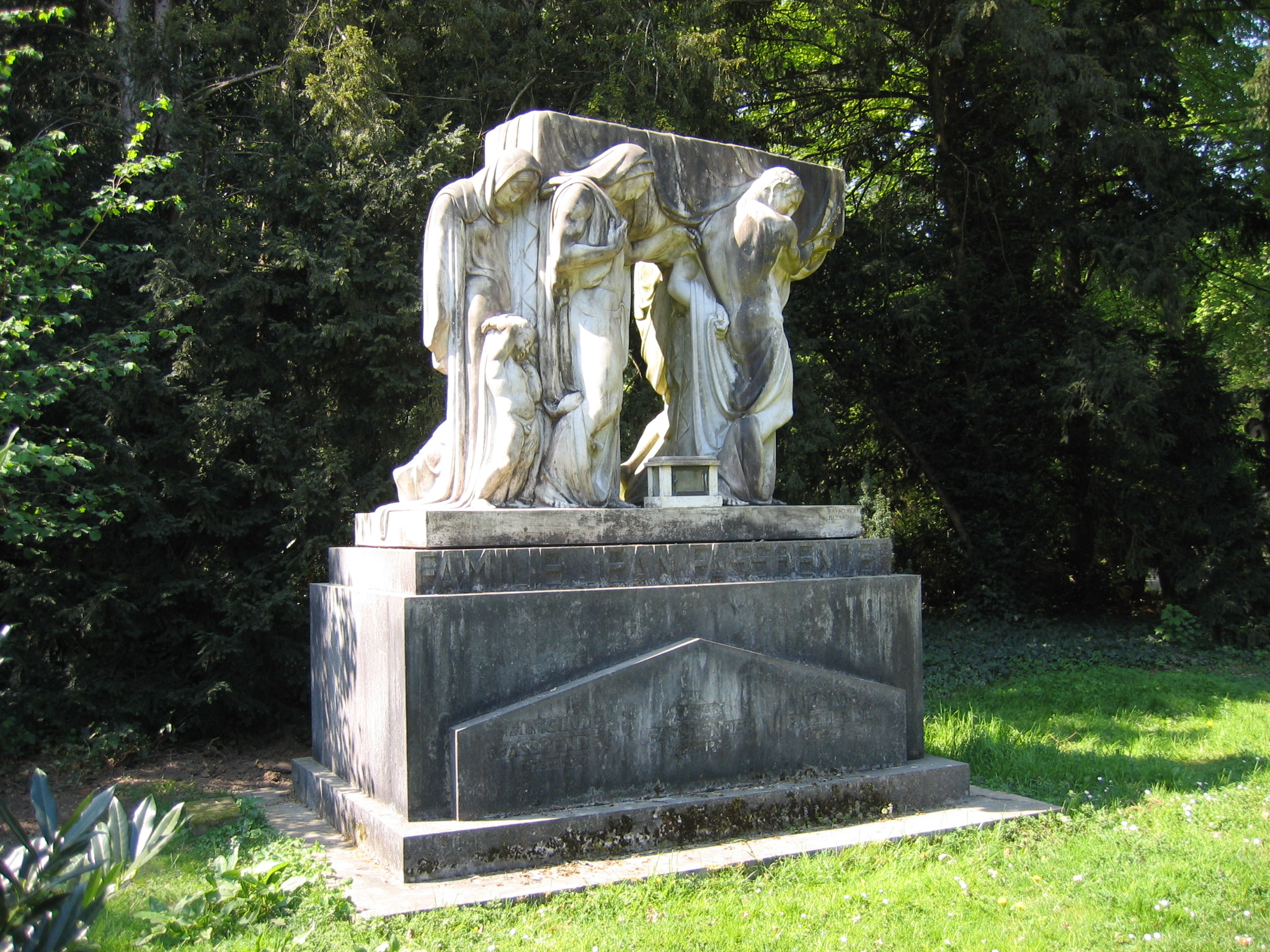
Grabstätte Fassbender (2007)

Auch die 1920er und 1930er Jahre sind auf dem Südfriedhof mit etlichen zeittypischen Denkmälern vertreten: Beispielsweise die Grabstätte der Familie Fassbender in Flur 15 mit einer 1935 entstandenen weißen marmornen Skulpturengruppe aus vier trauernden Gestalten, die einen Sarg tragen, oder in Flur 24 das Grab Wiemer aus dem Jahre 1938 mit der lebensgroßen Skulptur eines Bergmanns mit Hacke und Grubenlaterne.
Ähnlich wie auf dem Melaten-Friedhof und anderen städtischen Kölner Begräbnisstätten besteht auch für erhaltenswerte Grabstätten des Südfriedhofs für jedermann die Möglichkeit einer Patenschaft. Hierbei kann man sich ein historisches und vom Verfall bedrohtes Grabmal aussuchen und es in Eigenregie restaurieren lassen. Im Gegenzug erhält man ein lebenslanges Nutzungsrecht an dieser Grabstätte, also das Recht, dort sich oder seine Angehörigen bestatten zu lassen. Ein Beispiel für ein Patenschaftsgrab auf dem Kölner Südfriedhof ist die Grabstätte Mathie in Flur 24, die ursprünglich den Architekten Carl Moritz aufnahm und die durch die 1920 geschaffene Figur eines Pilgers mit Stab auffällt. Das ursprünglich in Köln erprobte Patenschaftssystem für historische Grabmäler hat sich mittlerweile auch in zahlreichen anderen Städten Deutschlands etabliert.

### Weitere bemerkenswerte Grabstätten

#### Grabstätte für Obdachlose

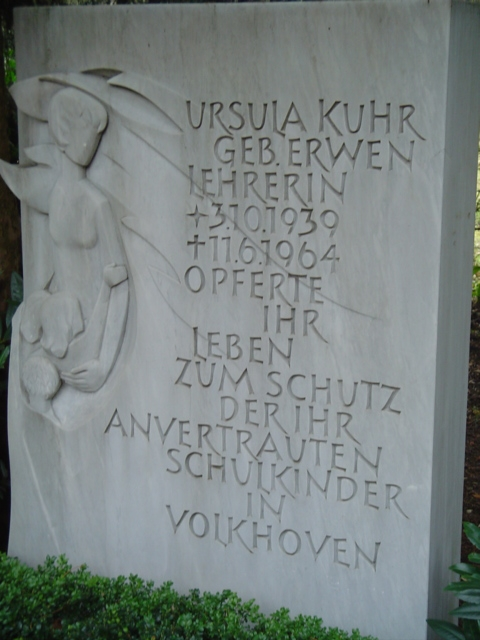
Grab von Ursula Kuhr (2005)

Gewöhnlich werden Obdachlose ohne Angehörige nach ihrem Tod eingeäschert und anonym beigesetzt. Um auch solchen Verstorbenen ein würdigeres Begräbnis zu ermöglichen, wurde auf Initiative der Interessengemeinschaft „Bestattung obdachloser Menschen“ hinter der Trauerhalle (Flur 27) 1997 eine Gemeinschaftsgrabstätte für namentlich bekannte Obdachlose angelegt. Die erste Bestattung dort erfolgte am 14. April 1997. Der Erwerb der für bis zu 144 Urnen ausgelegten Grabstätte sowie die Pflege und weitere anfallende Kosten werden über Spenden finanziert.

#### Grabstätte Ursula Kuhr
In Flur 78, etwas weiter weg vom Kernbereich des Friedhofs, befindet sich das Grab der Kölner Lehrerin Ursula Kuhr. Sie war eines der Opfer des Attentats von Volkhoven, das im Jahre 1964 insgesamt zehn Menschenleben forderte und bundesweit für Schlagzeilen sorgte. Ursula Kuhr war eine der beiden dabei getöteten Lehrerinnen: Sie wurde von dem Attentäter Walter Seifert erstochen, als sie ihn am Eindringen in ein Schulgebäude zu hindern versuchte. Daran erinnert die Grabinschrift: „Ursula Kuhr, geb. Erwen, Lehrerin, * 3.10.1939, † 11.6.1964, opferte ihr Leben zum Schutz der ihr anvertrauten Schulkinder in Volkhoven“. Links von der Inschrift sieht man die Reliefdarstellung einer Figur, die sich mit Kindern im Schutzmantel gegen die aufkommenden Flammen wendet.

## Natur und Umwelt
Aufgrund seines Reichtums an Grünflächen bietet der Südfriedhof auch zahlreichen Tierarten Lebensraum, darunter dem Rotfuchs sowie Vogelarten wie der Waldohreule, dem Mäusebussard oder dem Halsbandsittich.

## Belege
1. 1 2 3  Südfriedhof auf stadt-koeln.de; abgerufen am 18. Juni 2025.
2. 1 2 3 4  Friedhofsplan Südfriedhof auf stadt-koeln.de; abgerufen am 18. Juni 2025.
3. 1 2 3 4 5 6 7 8  Adolf Kowallek: .Der Südfriedhof zu Köln a. Rh. In: Die Gartenkunst. Zeitschrift für die Gesamtinteressen der Gartenkunst und Gartentechnik sowie der damit verwandten Zweige des Gartenbaues., herausgegeben vom Verein Deutscher Gartenkünstler, redigiert von Emil Clemen, Erster Jahrgang, Verlag von Gebrüder Bornträger, 1899, S. 106–108.
4. 1 2 3 4 5  Günter Leitner: Friedhöfe in Köln – Mitten im Leben. Jürgen Fritsch-Verlag, Köln 2003, ISBN 3-936333-01-7; S. 6–13.
5. ↑  Else Veith in der Datenbank Find a Grave, abgerufen am 1. Juli 2025.
6. 1 2 3 4  Commonwealth-Ehrenfriedhof auf dem Kölner Südfriedhof in der Datenbank KuLaDig (Kultur. Landschaft. Digital.); abgerufen am 6. Juli 2025.
7. 1 2  Italienischer Ehrenfriedhof auf dem Kölner Südfriedhof in der Datenbank KuLaDig (Kultur. Landschaft. Digital.); abgerufen am 6. Juli 2025.
8. ↑  Familiengrabstätte Hummerich auf dem Südfriedhof in der Datenbank KuLaDig (Kultur. Landschaft. Digital.); abgerufen am 6. Juli 2025.